# Leichtathletik-Weltmeisterschaften 2015/100 m der Frauen

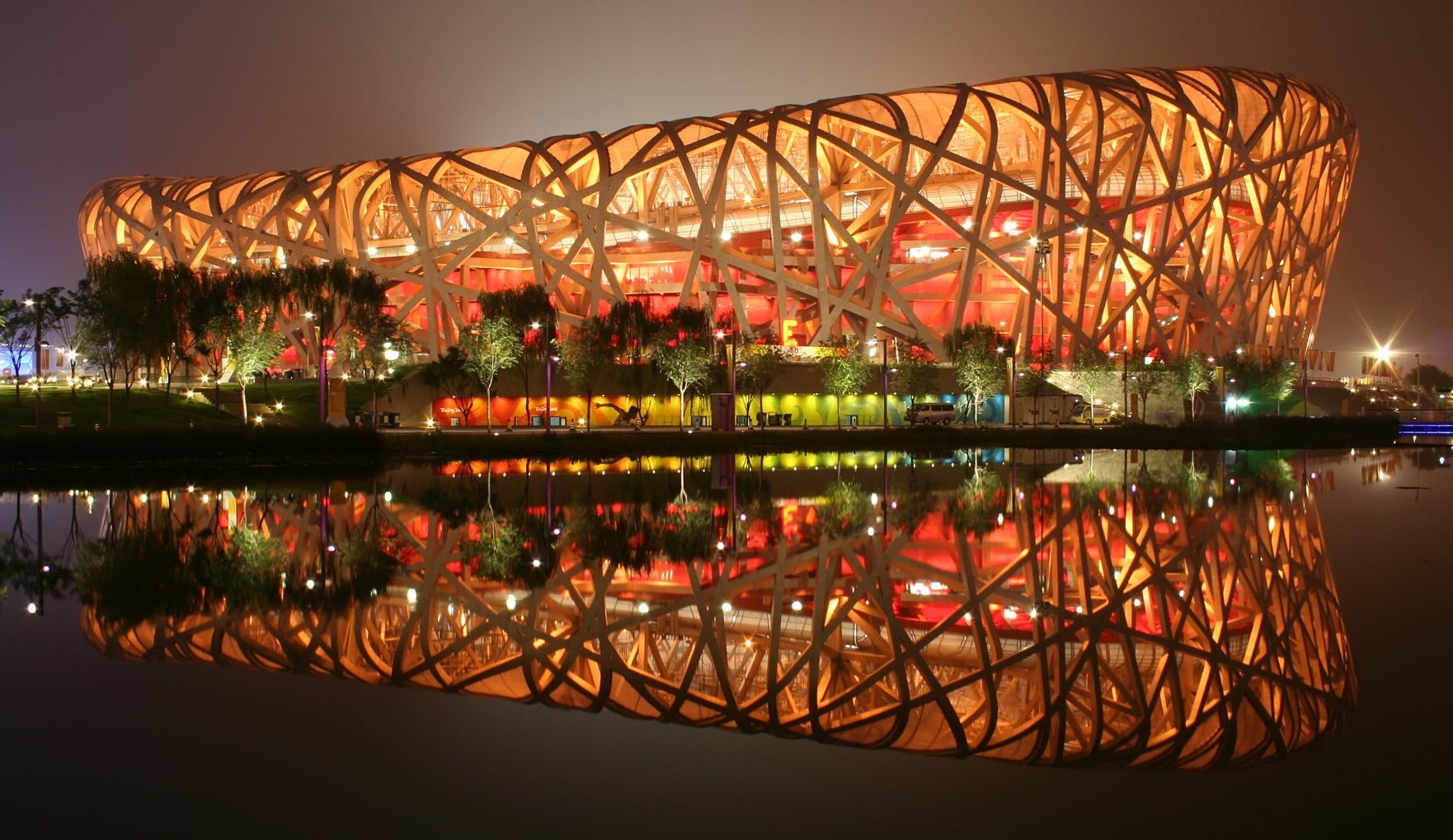
Das Nationalstadion Peking während der Weltmeisterschaften

Der 100-Meter-Lauf der Frauen bei den Leichtathletik-Weltmeisterschaften 2015 wurde am 23. und 24. August 2015 im Nationalstadion der chinesischen Hauptstadt Peking ausgetragen.
Es siegte die zweifache Olympiasiegerin (2008/2012) und zweifache Weltmeisterin (2009/2013) Shelly-Ann Fraser-Pryce aus Jamaika. Sie hatte außerdem über 200 Meter 2012 Olympiasilber und 2013 WM-Gold gewonnen. Als Mitglied der 4-mal-100-Meter-Staffel ihres Landes war sie darüber hinaus 2012 Olympiazweite, zweifache Weltmeisterin (2009/2013) und 2007 sowie 2011 jeweils Vizeweltmeisterin geworden. Hier in Peking gab mit der jamaikanischen Sprintstaffel noch einen weiteren WM-Titel für sie.

Den zweiten Rang belegte die niederländische WM-Dritte von 2013 im Siebenkampf Dafne Schippers. Sie hatte sich nun mehr den Sprintstrecken zugewandt, war hier im Jahr zuvor Doppeleuropameisterin über 100 und 200 Meter geworden und hatte außerdem schon 2012 EM-Bronze mit der Sprintstaffel ihres Landes gewonnen. Hier in Peking wurde sie vier Tage später darüber hinaus Weltmeisterin über 200 Meter.

Bronze ging an die US-Amerikanerin Tori Bowie.

## Bestehende Rekorde
| Weltrekord | Florence Griffith-Joyner | 10,49 s | Indianapolis, USA      | 16. Juli 1988   |
| WM-Rekord  | Marion Jones             | 10,70 s | WM in Sevilla, Spanien | 28. August 1999 |

Der bereits seit 1987 bestehende WM-Rekord wurde bei diesen Weltmeisterschaften nicht eingestellt und nicht verbessert.
Es gab fünf Landesrekorde:
- 12,43 s – Lidiane Lopes (Kap Verde), erster Vorlauf, Wind: +0,5 m/s
- 11,17 s – Mujinga Kambundji (Schweiz), sechster Vorlauf, Wind: +1,4 m/s
- 11,07 s – Mujinga Kambundji (Schweiz), zweites Halbfinale, Wind: +0,9 m/s
- 10,83 s – Dafne Schippers (Niederlande), drittes Halbfinale, Wind: −0,2 m/s
- 10,81 s – Dafne Schippers (Niederlande), Finale, Wind: −0,3 m/s

## Vorläufe
Aus den sieben Vorläufen qualifizierten sich die jeweils drei Ersten jedes Laufes – hellblau unterlegt – und zusätzlich die drei Zeitschnellsten – hellgrün unterlegt – für das Halbfinale.

### Lauf 1

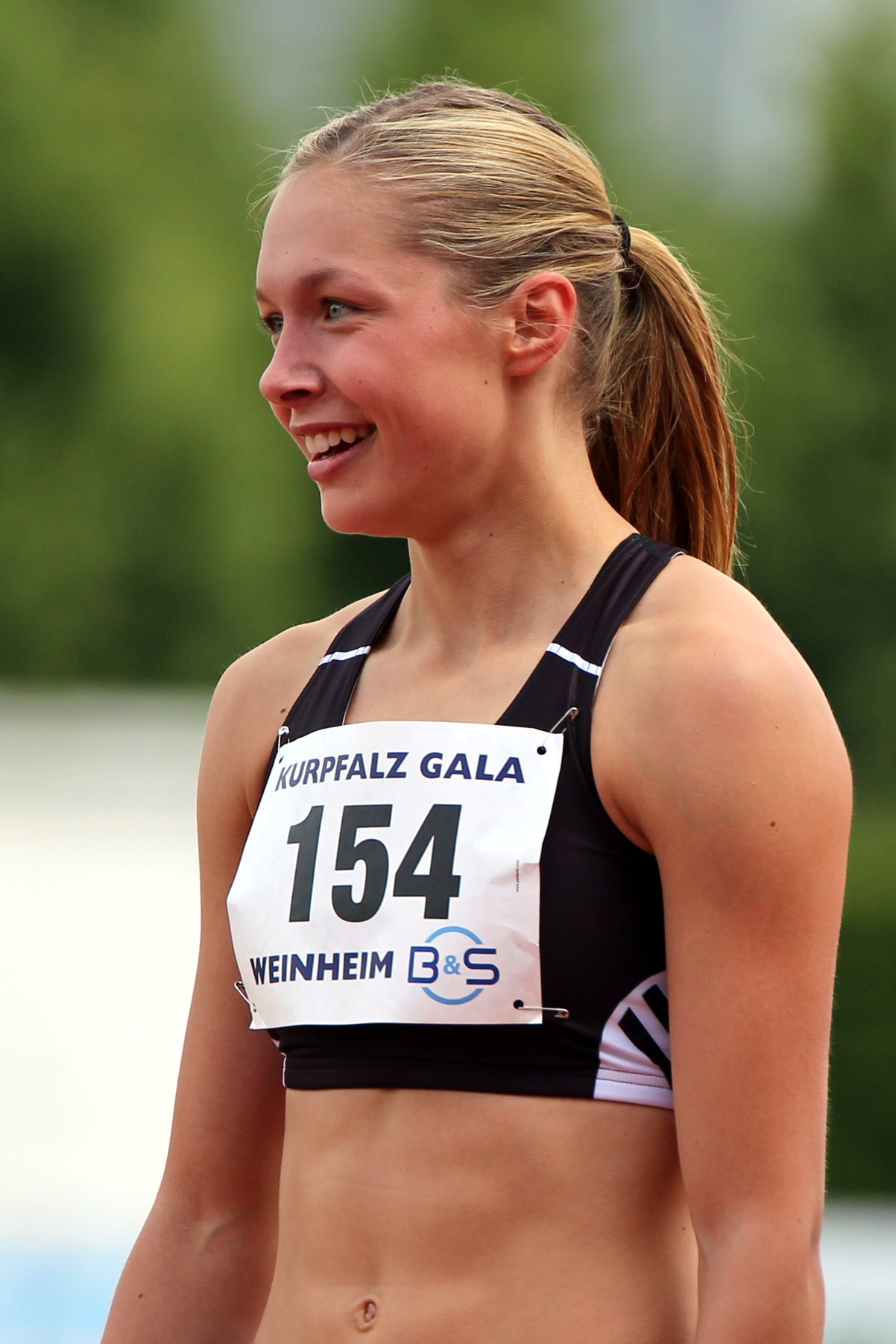
Gina Lückenkemper – ausgeschieden als Vierte in 11,34 s
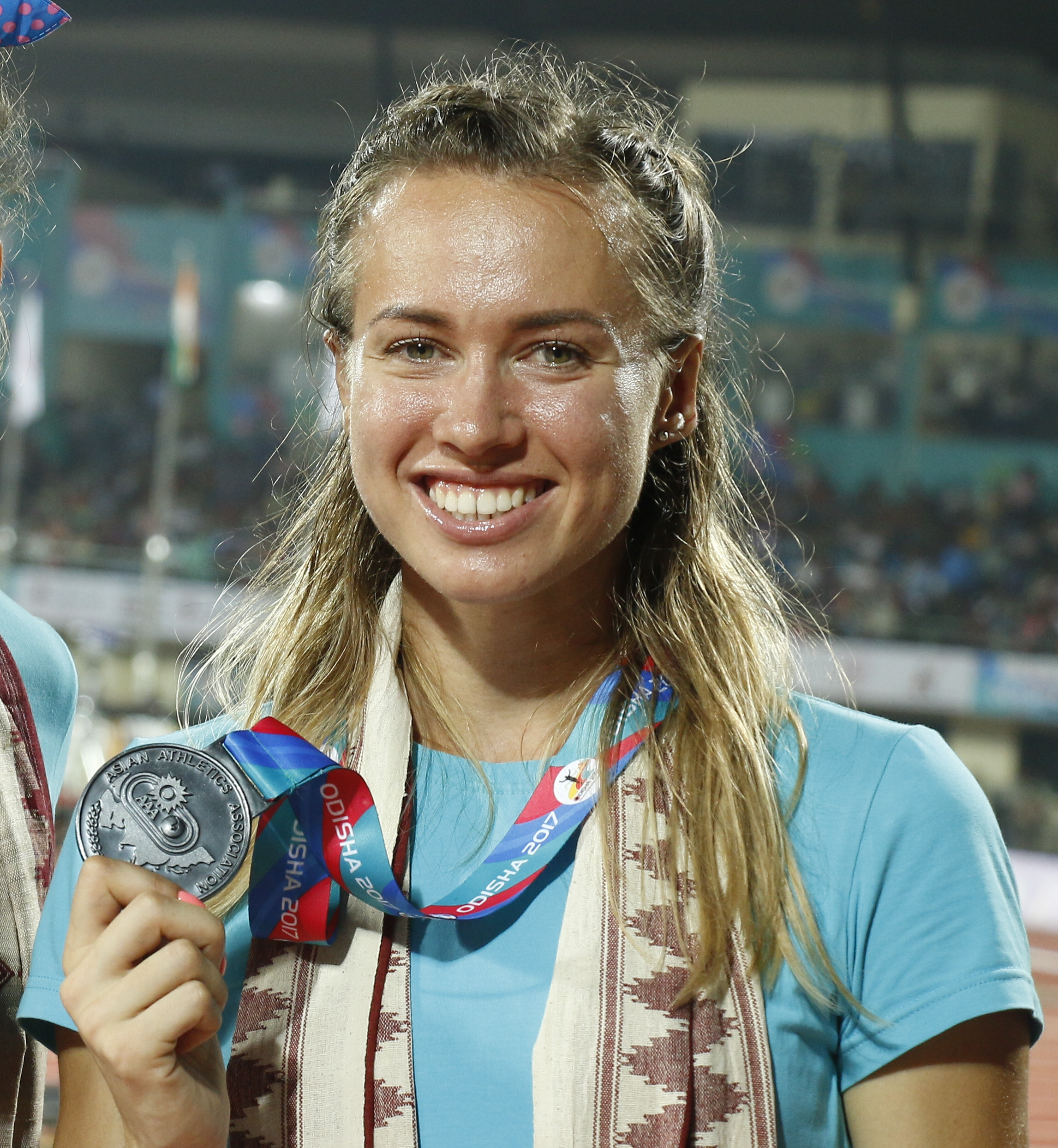
Olga Safronowa (hier als Medaillengewinnerin bei den Asienmeisterschaften 2017) – ausgeschieden als Fünfte in 11,49 s

23. August 2015, 12:00 Uhr (6:00 Uhr MESZ)

Wind: +0,5 m/s
| Platz | Bahn | Name                    | Land           | Zeit (s) |
| ----- | ---- | ----------------------- | -------------- | -------- |
| 1     | 4    | Tori Bowie              | USA            | 10,88    |
| 2     | 6    | Veronica Campbell-Brown | Jamaika        | 11,04    |
| 3     | 8    | Asha Philip             | Großbritannien | 11,28    |
| 4     | 9    | Gina Lückenkemper       | Deutschland    | 11,34    |
| 5     | 5    | Olga Safronowa          | Kasachstan     | 11,49    |
| 6     | 3    | Inna Eftimowa           | Bulgarien      | 11,50    |
| 7     | 7    | Walentina Meredowa      | Turkmenistan   | 12,15    |
| 8     | 2    | Lidiane Lopes           | Kap Verde      | 12,43 NR |

### Lauf 2
23. August 2015, 12:07 Uhr (6:00 Uhr MESZ)

Wind: −1,3 m/s
| Platz | Bahn | Name                | Land                               | Zeit (s)                    |
| ----- | ---- | ------------------- | ---------------------------------- | --------------------------- |
| 1     | 5    | Blessing Okagbare   | Nigeria                            | 11,07                       |
| 2     | 2    | Natasha Morrison    | Jamaika                            | 11,07                       |
| 3     | 3    | Wiktorija Sjabkina  | Kasachstan                         | 11,24                       |
| 4     | 7    | Naomi Sedney        | Niederlande                        | 11,41                       |
| 5     | 9    | Verena Sailer       | Deutschland                        | 11,41                       |
| 6     | 6    | Melissa Breen       | Australien                         | 11,61                       |
| 7     | 4    | Lihen Jonas         | Föderierte Staaten von Mikronesien | 13,70                       |
| DSQ   | 8    | Charlotte Wingfield | Malta                              | IAAF Rule 162.7 – Fehlstart |

Im zweiten Vorlauf ausgeschiedene Sprinterinnen:

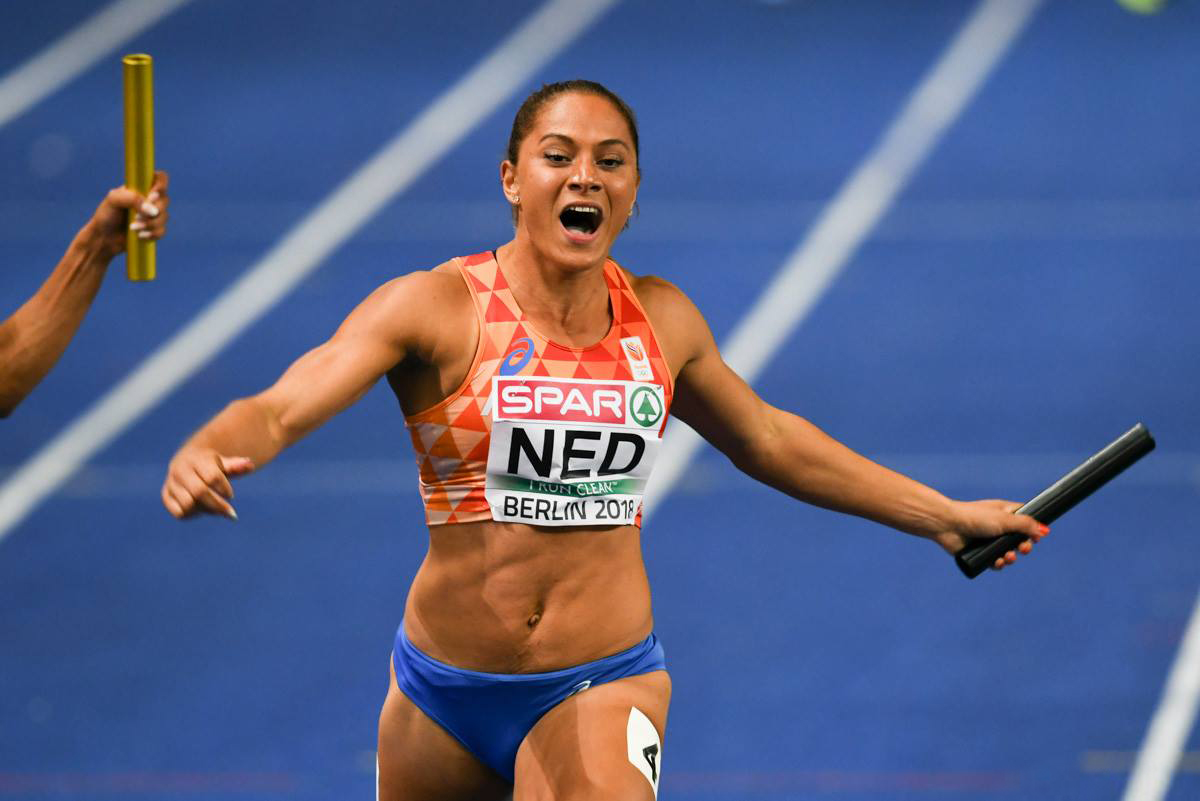
Naomi Sedney Rang vier in 11,41 s
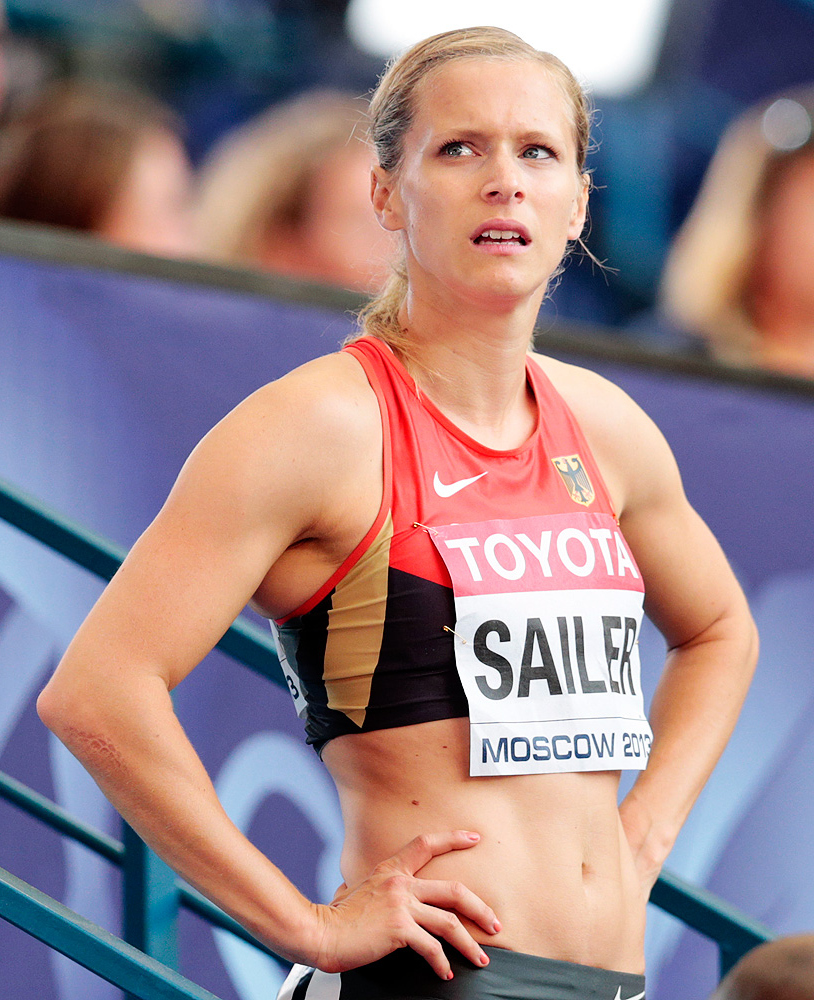
Verena Sailer Rang fünf in 11,41 s
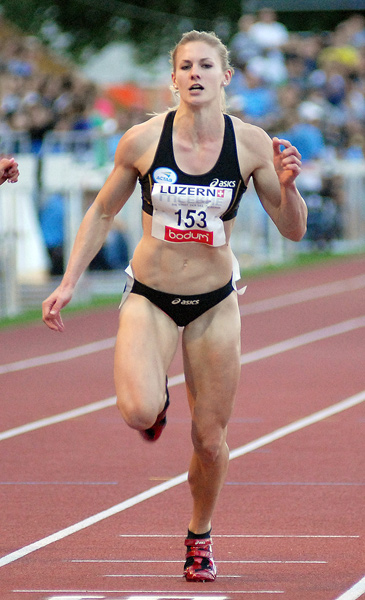
Melissa Breen Rang sechs in 11,61 s

### Lauf 3

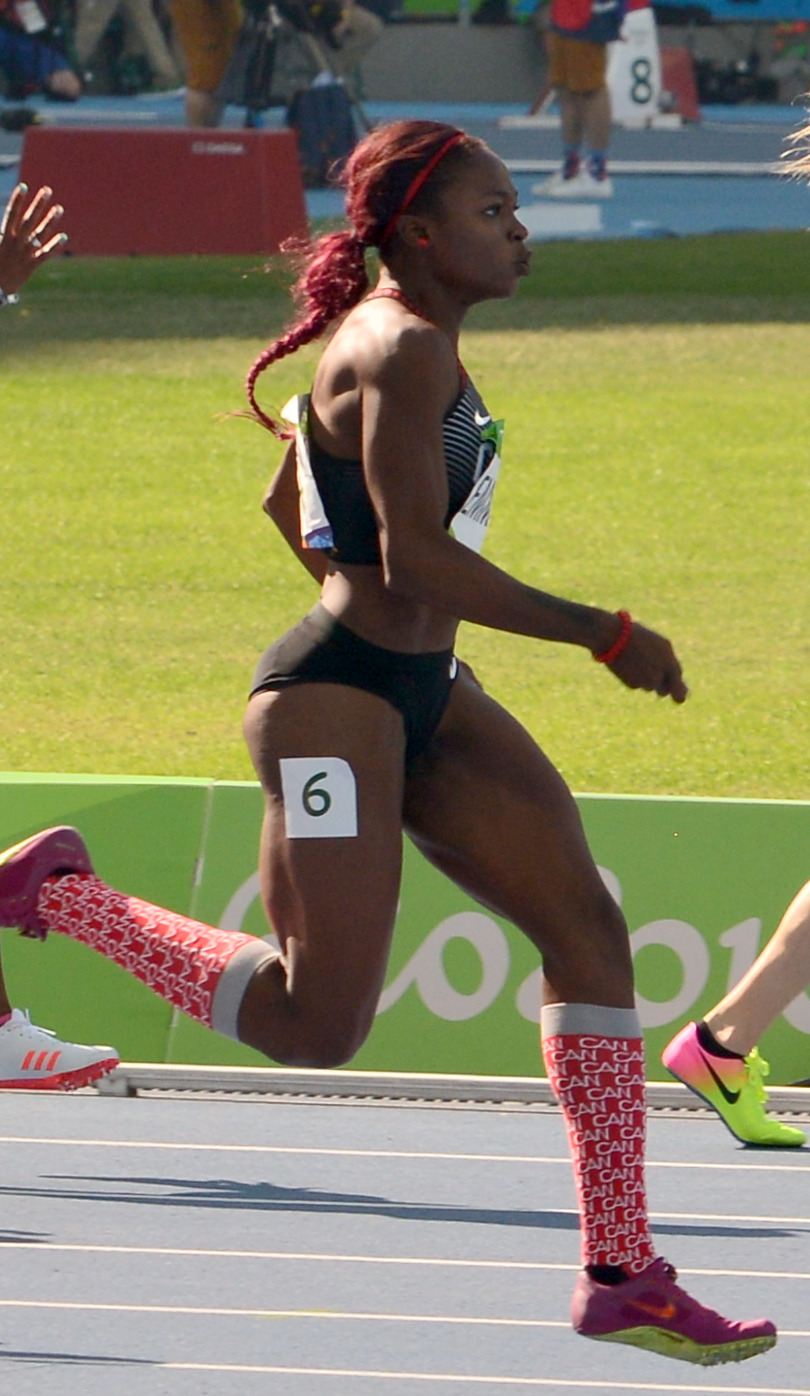
Crystal Emmanuel – ausgeschieden als Fünfte in 11,33 s
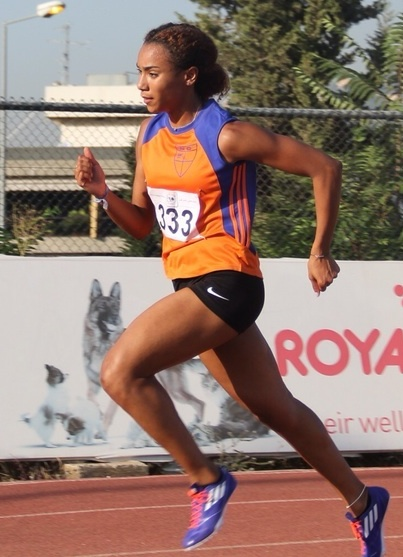
Aziza Sbaity – ausgeschieden als Siebte in 11,98 s

23. August 2015, 12:14 Uhr (6:14 Uhr MESZ)

Wind: −1,2 m/s
| Platz | Bahn | Name               | Land                | Zeit (s) |
| ----- | ---- | ------------------ | ------------------- | -------- |
| 1     | 2    | Michelle-Lee Ahye  | Trinidad und Tobago | 10,98    |
| 2     | 3    | Iwet Lalowa-Collio | Bulgarien           | 11,09 SB |
| 3     | 6    | Murielle Ahouré    | Elfenbeinküste      | 11,10    |
| 4     | 5    | Ezinne Okparaebo   | Norwegen            | 11,12 SB |
| 5     | 8    | Crystal Emmanuel   | Kanada              | 11,33    |
| 6     | 7    | Isidora Jiménez    | Chile               | 11,47    |
| 7     | 9    | Aziza Sbaity       | Libanon             | 11,98    |
| 8     | 4    | Patricia Taea      | Cookinseln          | 12,34 SB |

### Lauf 4

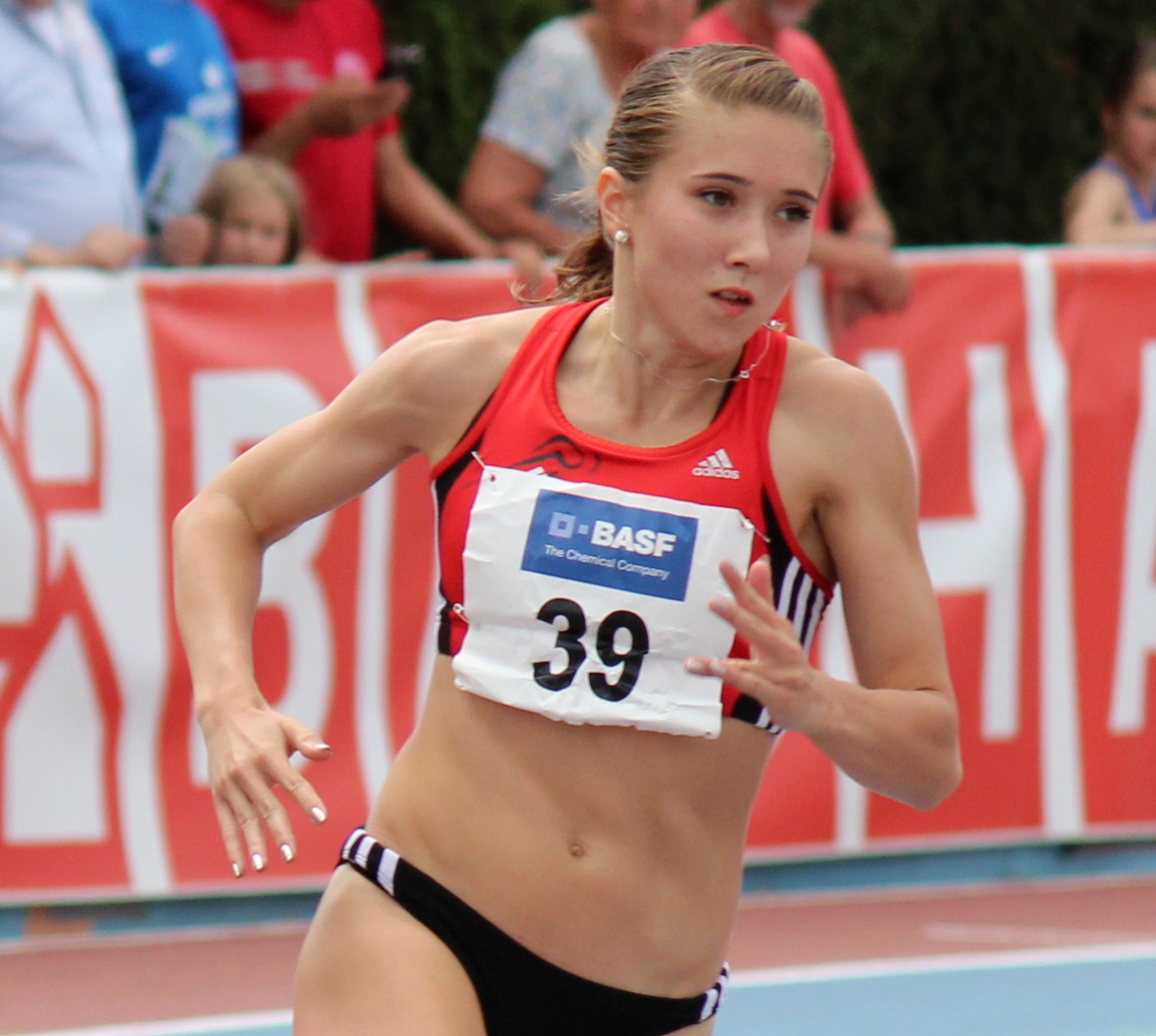
Rebekka Haase – ausgeschieden als Fünfte in 11,29 s
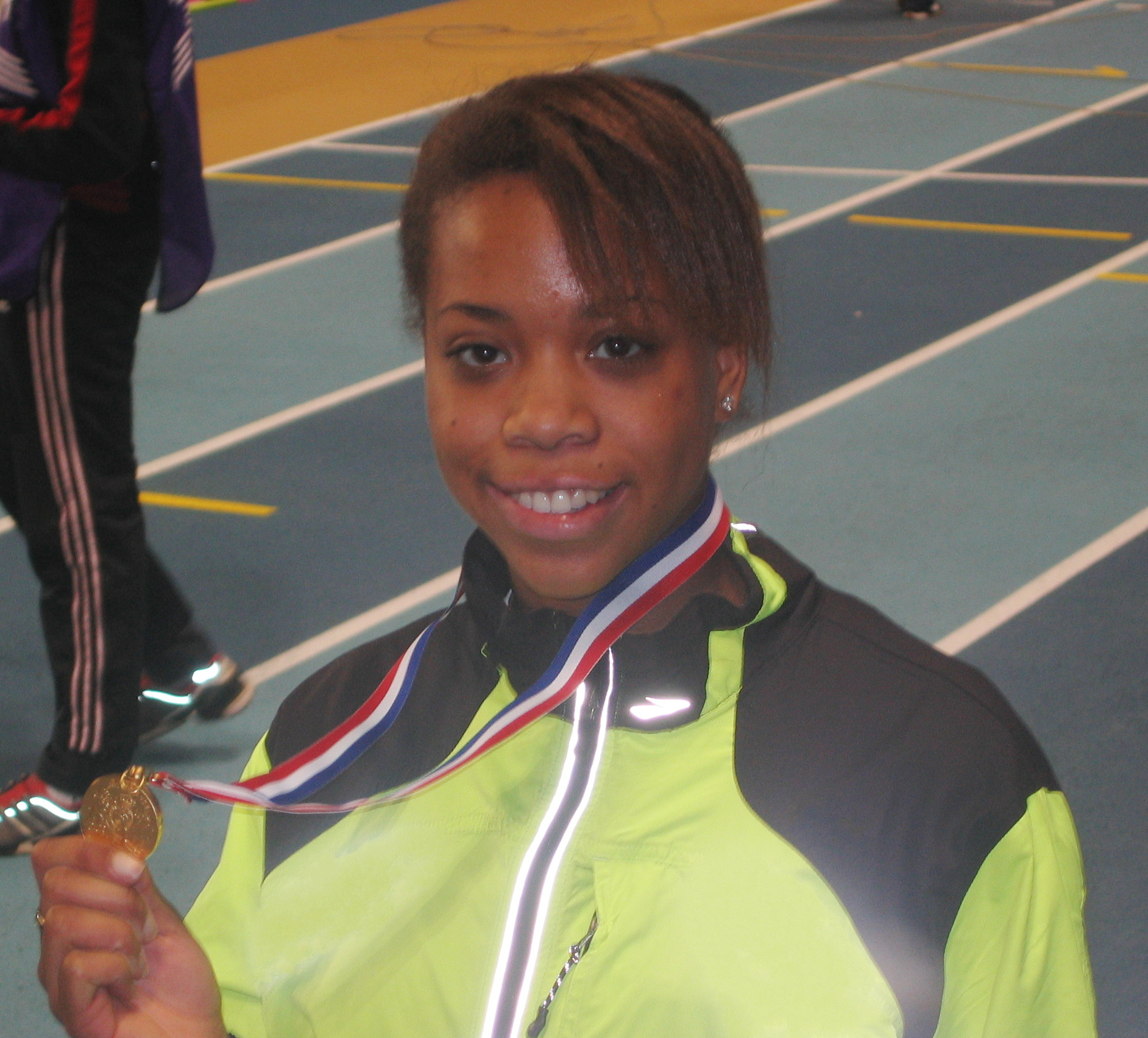
Jamile Samuel – disqualifiziert nach Fehlstart

23. August 2015, 12:21 Uhr (6:21 Uhr MESZ)

Wind: +2,3 m/s
| Platz | Bahn | Name                    | Land           | Zeit (s)                    |
| ----- | ---- | ----------------------- | -------------- | --------------------------- |
| 1     | 9    | Shelly-Ann Fraser-Pryce | Jamaika        | 10,88                       |
| 2     | 5    | Marie-Josée Ta Lou      | Elfenbeinküste | 10,95                       |
| 3     | 3    | Carina Horn             | Südafrika      | 11,08                       |
| 4     | 4    | Ramona Papaioannou      | Zypern         | 11,29                       |
| 5     | 6    | Rebekka Haase           | Deutschland    | 11,29                       |
| 6     | 8    | Nediam Vargas           | Venezuela      | 11,51                       |
| DSQ   | 7    | Jamile Samuel           | Niederlande    | IAAF Rule 162.7 – Fehlstart |

### Lauf 5

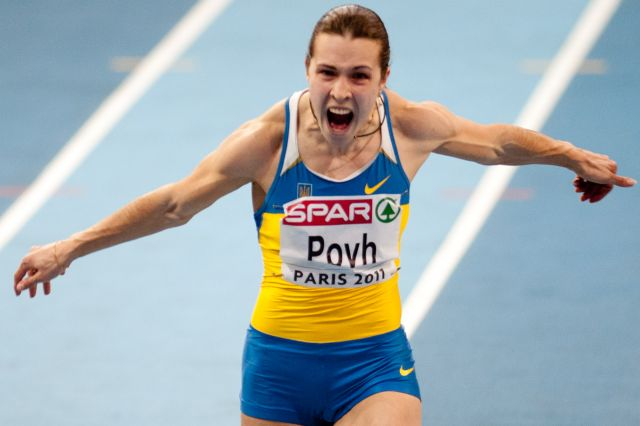
Olessja Powch – ausgeschieden als Vierte in 11,40 s
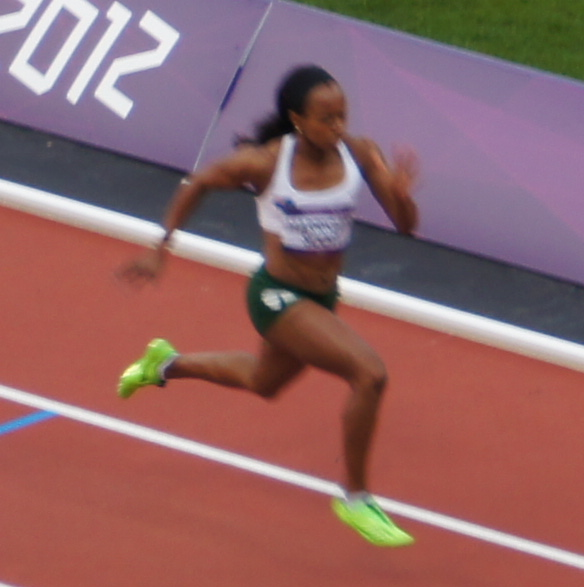
Tahesia Harrigan-Scott – ausgeschieden als Fünfte in 11,47 s
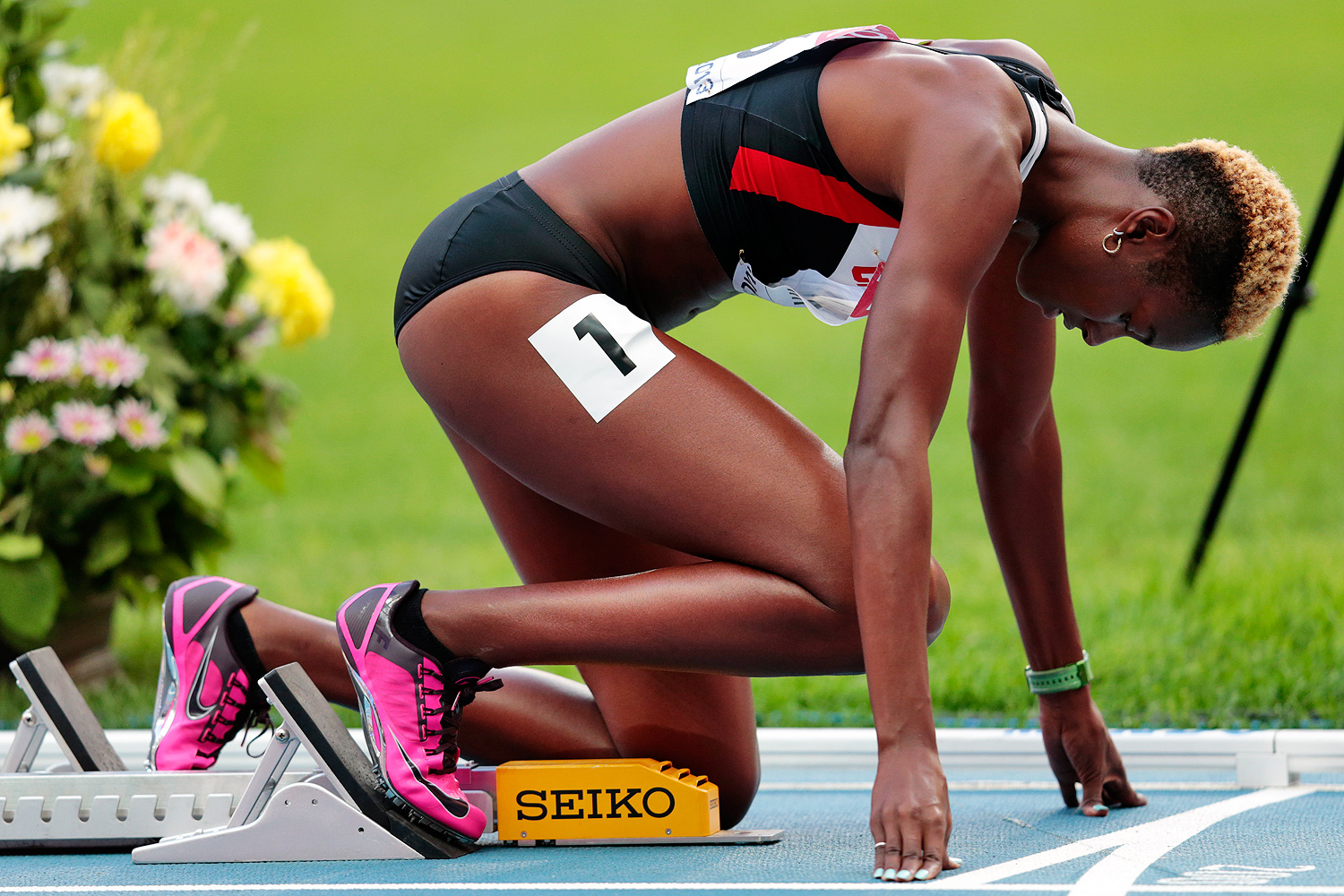
Kimberly Hyacinthe – ausgeschieden als Sechste in 11,54 s

23. August 2015, 12:28 Uhr (6:28 Uhr MESZ)

Wind: −1,6 m/s
| Platz | Bahn | Name                   | Land                     | Zeit (s) |
| ----- | ---- | ---------------------- | ------------------------ | -------- |
| 1     | 9    | Dafne Schippers        | Niederlande              | 11,01    |
| 2     | 5    | Semoy Hackett          | Trinidad und Tobago      | 11,16 SB |
| 3     | 7    | Jasmine Todd           | USA                      | 11,29    |
| 4     | 4    | Olessja Powch          | Ukraine                  | 11,40    |
| 5     | 3    | Tahesia Harrigan-Scott | Britische Jungferninseln | 11,47    |
| 6     | 6    | Kimberly Hyacinthe     | Kanada                   | 11,54    |
| 7     | 8    | Adriana Alves          | Angola                   | 12,19 PB |
| 8     | 2    | Regine Tugade          | Guam                     | 12,60    |

### Lauf 6
23. August 2015, 12:35 Uhr (6:35 Uhr MESZ)

Wind: +1,4 m/s
| Platz | Bahn | Name               | Land                | Zeit (s) |
| ----- | ---- | ------------------ | ------------------- | -------- |
| 1     | 7    | Kelly-Ann Baptiste | Trinidad und Tobago | 11,13    |
| 2     | 9    | Mujinga Kambundji  | Schweiz             | 11,17 NR |
| 3     | 5    | Sherone Simpson    | Jamaika             | 11,22    |
| 4     | 4    | Wei Yongli         | Volksrepublik China | 11,28 PB |
| 5     | 2    | Khamica Bingham    | Kanada              | 11,30    |
| 6     | 6    | Marizol Landázuri  | Ecuador             | 11,48    |
| 7     | 8    | Hafsatu Kamara     | Sierra Leone        | 12,13    |
| 8     | 3    | Marlene Mevong     | Äquatorialguinea    | 12,56    |

### Lauf 7

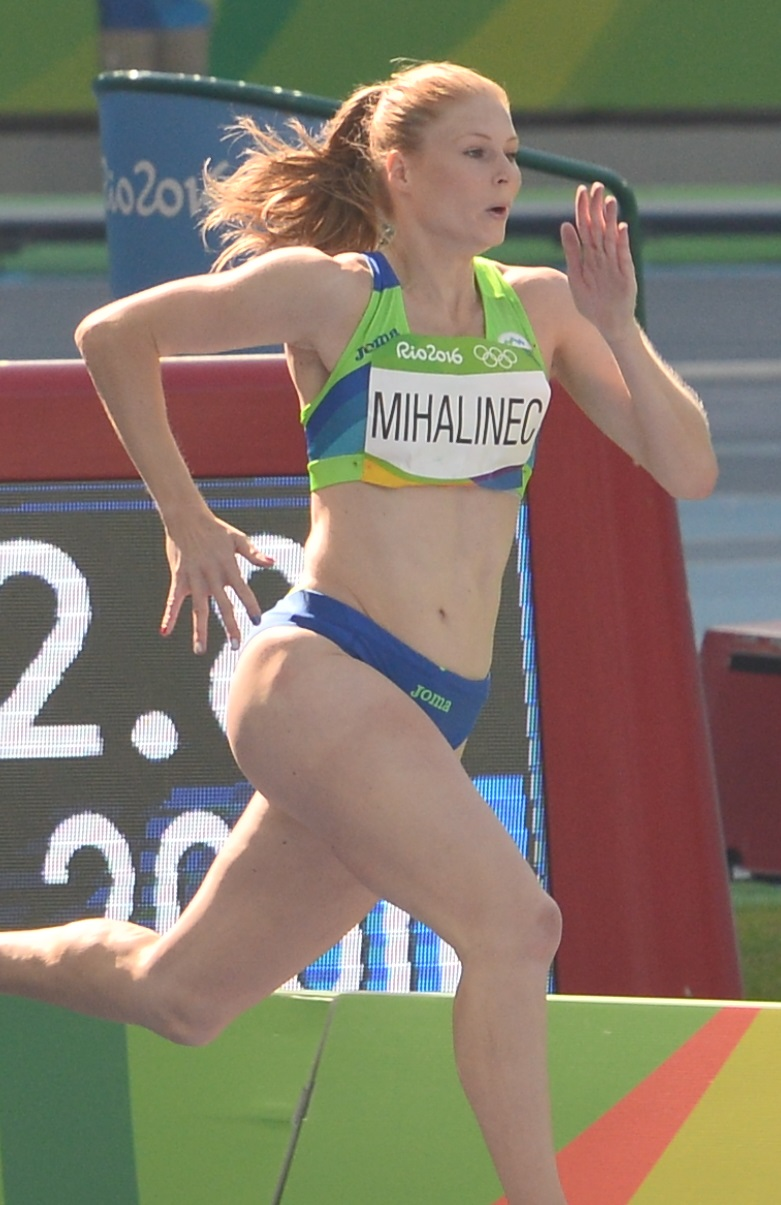
Maja Mihalinec – ausgeschieden als Vierte in 11,42 s
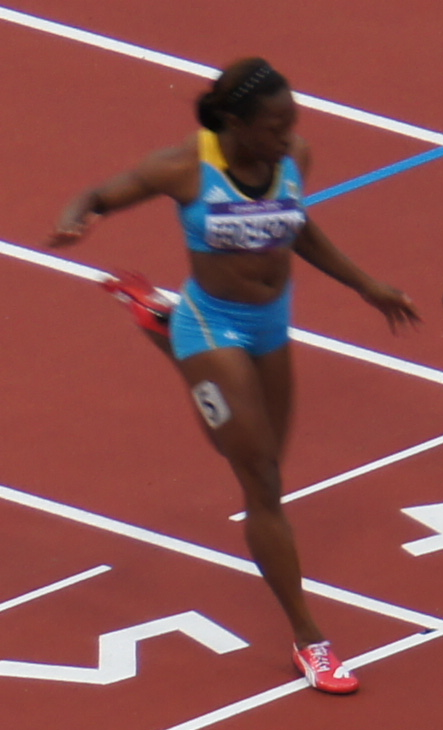
Sheniqua Ferguson – ausgeschieden als Fünfte in 11,48 s
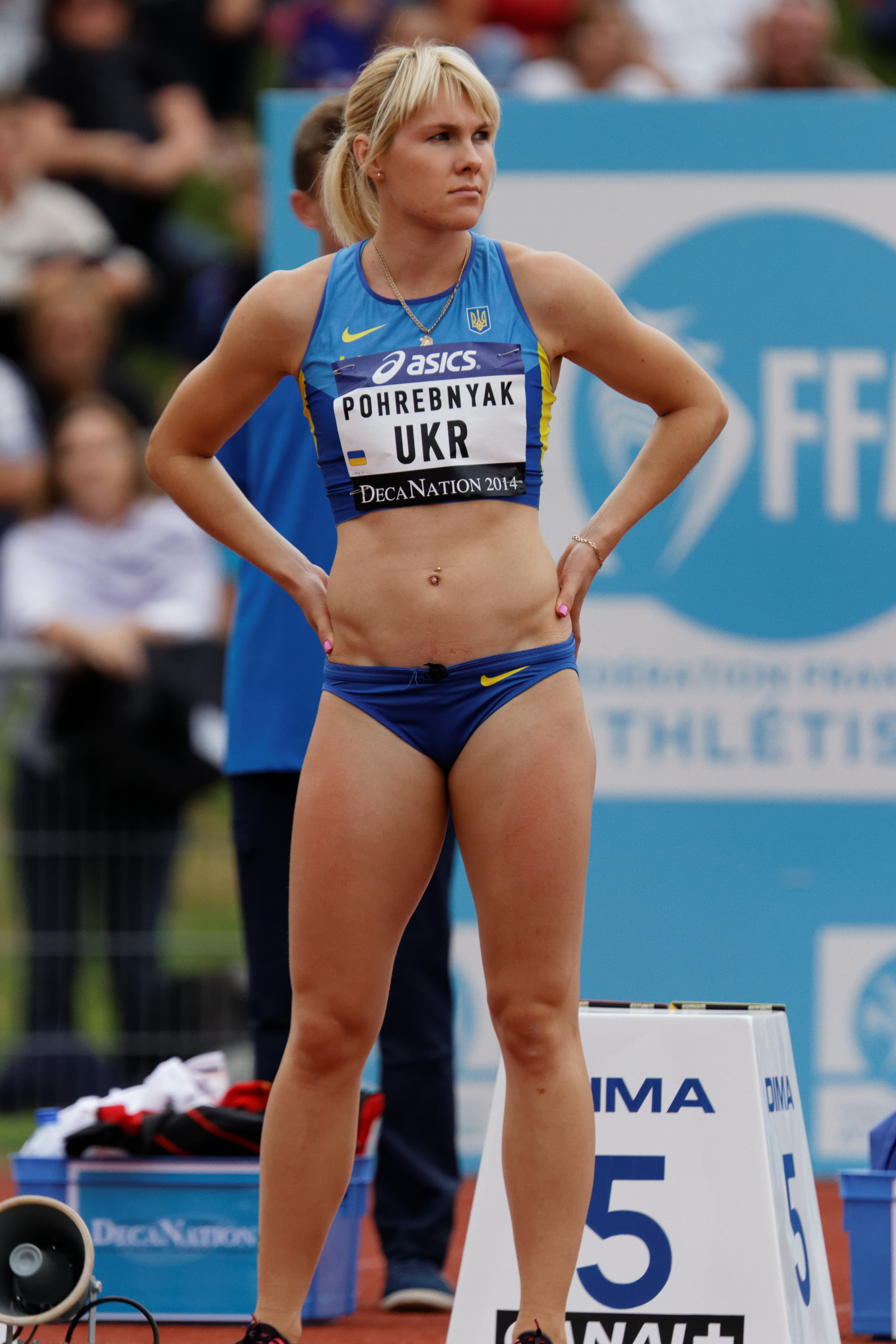
Natalija Pohrebnjak – ausgeschieden als Siebte in 11,62 s

23. August 2015, 12:42 Uhr (6:42 Uhr MESZ)

Wind: −0,4 m/s
| Platz | Bahn | Name                | Land      | Zeit (s) |
| ----- | ---- | ------------------- | --------- | -------- |
| 1     | 7    | Rosângela Santos    | Brasilien | 11,14    |
| 2     | 3    | English Gardner     | USA       | 11,16    |
| 3     | 4    | Chisato Fukushima   | Japan     | 11,23 SB |
| 4     | 8    | Maja Mihalinec      | Slowenien | 11,42    |
| 5     | 9    | Sheniqua Ferguson   | Bahamas   | 11,48    |
| 6     | 7    | Natalija Pohrebnjak | Ukraine   | 11,62    |
| 7     | 5    | Andrea Purica       | Venezuela | 11,62    |

## Halbfinale
Aus den drei Halbfinalläufen qualifizierten sich die beiden Ersten jedes Laufes – hellblau unterlegt – und zusätzlich die beiden Zeitschnellsten – hellgrün unterlegt – für das Finale.

### Lauf 1

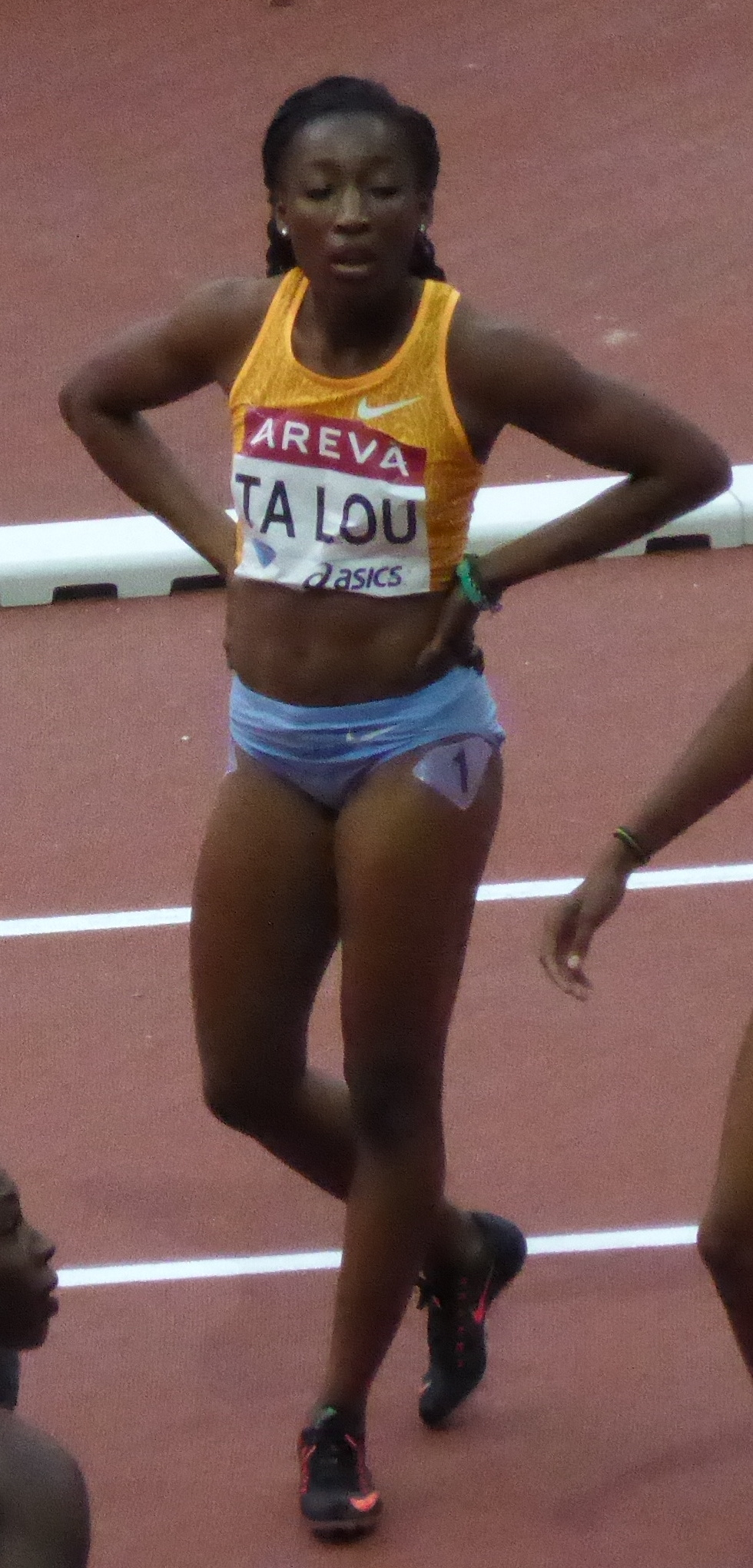
Marie-Josée Ta Lou – ausgeschieden als Dritte in 11,04 s

24. August 2015, 19:40 Uhr (13:40 Uhr MESZ)

Wind: +0,5 m/s
| Platz | Bahn | Name                    | Land                | Zeit (s) |
| ----- | ---- | ----------------------- | ------------------- | -------- |
| 1     | 6    | Shelly-Ann Fraser-Pryce | Jamaika             | 10,82    |
| 2     | 4    | Blessing Okagbare       | Nigeria             | 10,89    |
| 3     | 5    | Marie-Josée Ta Lou      | Elfenbeinküste      | 11,04 PB |
| 4     | 9    | Sherone Simpson         | Jamaika             | 11,06    |
| 5     | 7    | Semoy Hackett           | Trinidad und Tobago | 11,13 SB |
| 6     | 8    | English Gardner         | USA                 | 11,13    |
| 7     | 2    | Asha Philip             | Großbritannien      | 11,21    |
| 8     | 3    | Wei Yongli              | Volksrepublik China | 11,27 PB |

Weitere im ersten Halbfinale ausgeschiedene Sprinterinnen:

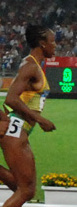
Sherone Simpson Rang vier in 11,06 s
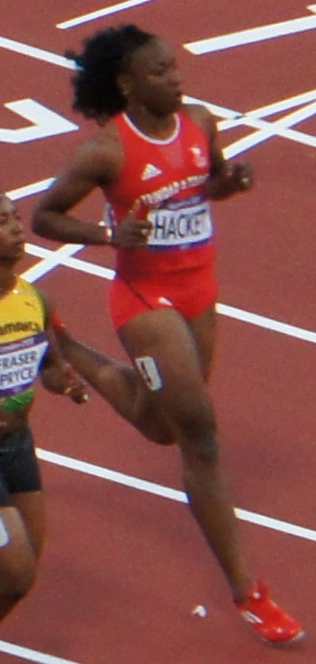
Semoy Hackett Rang fünf in 11,13 s
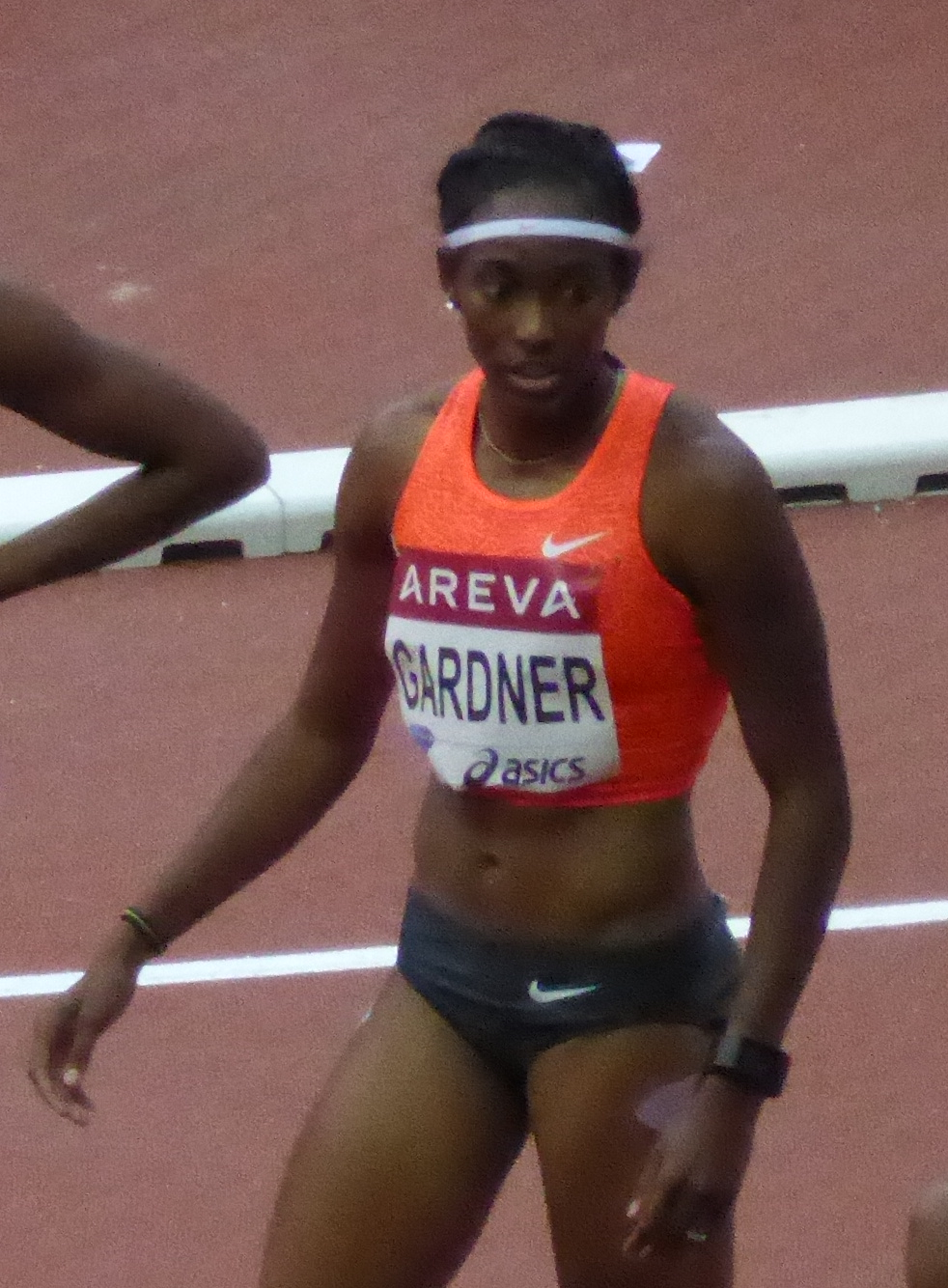
English Gardner Rang sechs in 11,13 s
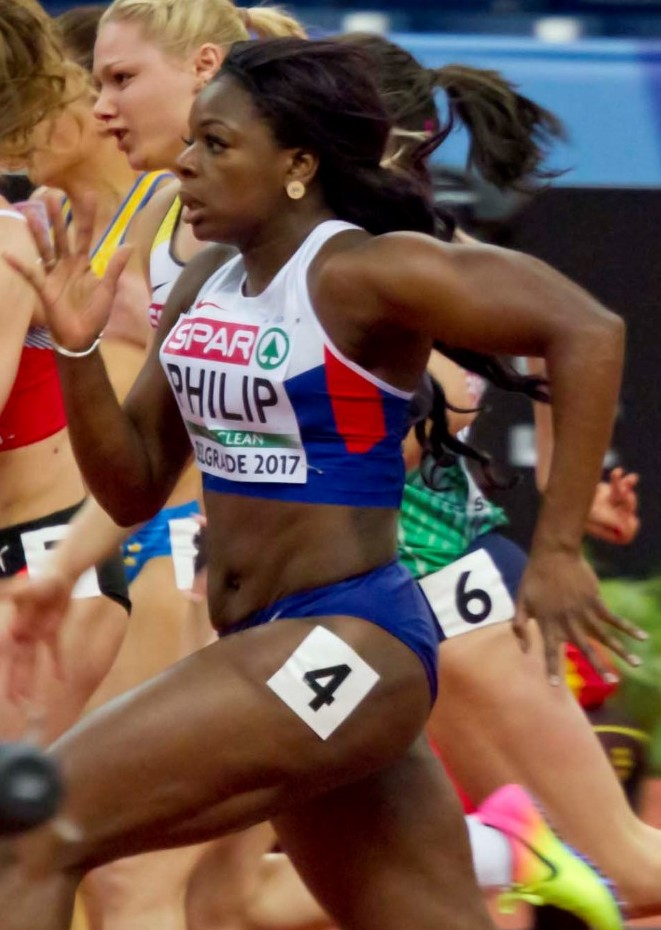
Asha Philip Rang sieben in 11,21 s
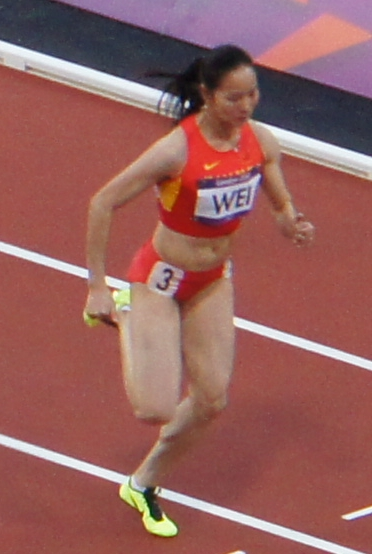
Wei Yongli Rang acht in 11,27 s

### Lauf 2

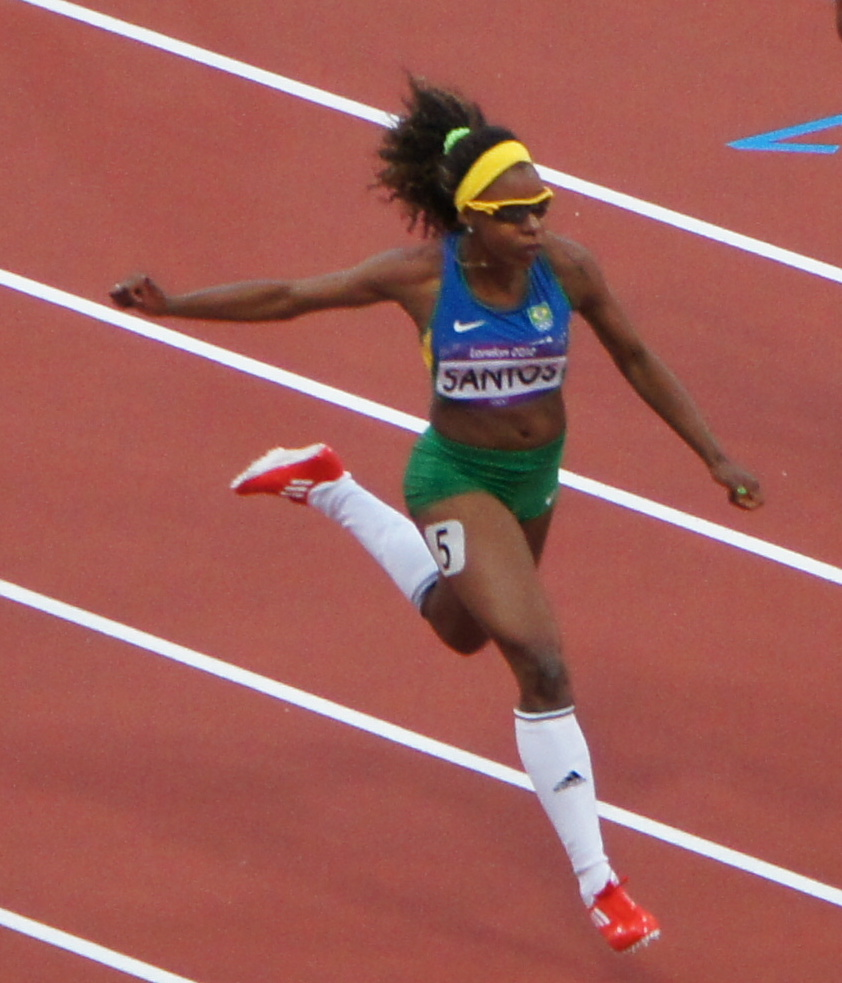
Rosângela Santos – ausgeschieden als Vierte in 11,07 s
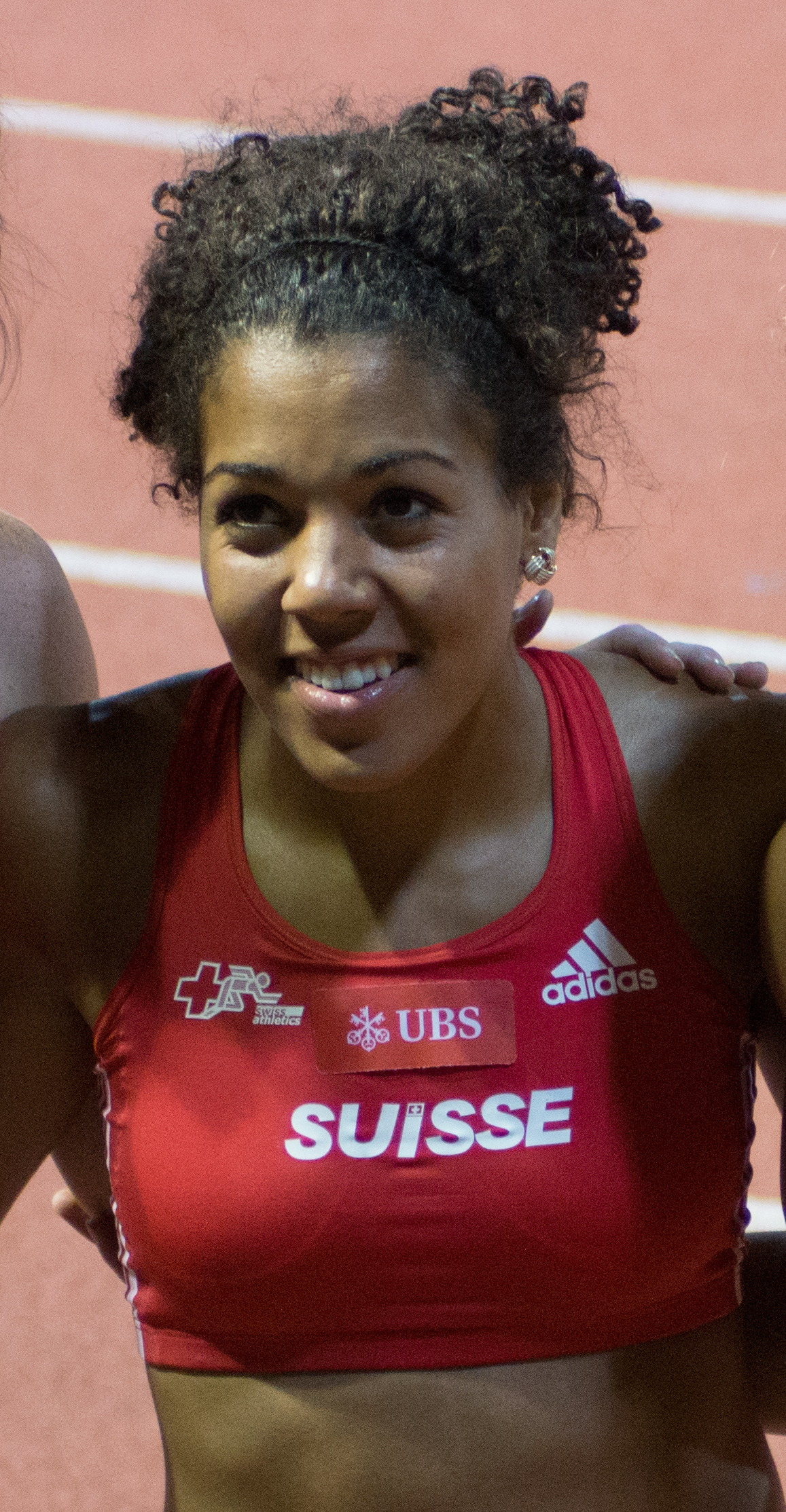
Mujinga Kambundji – mit Schweizer Landesrekord ausgeschieden als Fünfte in 11,07 s
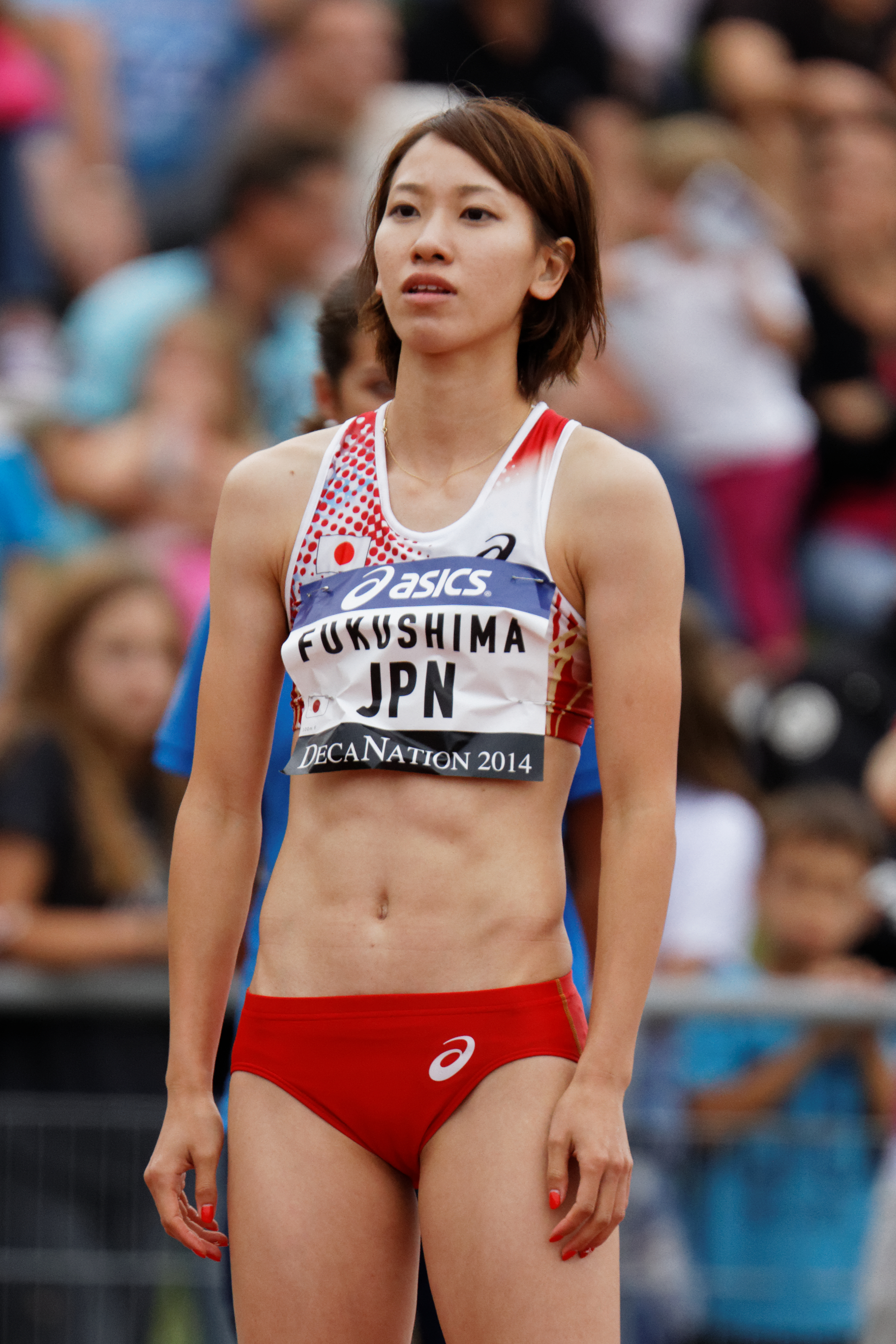
Chisato Fukushima – ausgeschieden als Siebte in 11,32 s

24. August 2015, 19:47 Uhr (13:47 Uhr MESZ)

Wind: +0,9 m/s
| Platz | Bahn | Name               | Land                | Zeit (s) |
| ----- | ---- | ------------------ | ------------------- | -------- |
| 1     | 4    | Tori Bowie         | USA                 | 10.87    |
| 2     | 7    | Kelly-Ann Baptiste | Trinidad und Tobago | 10,90    |
| 3     | 6    | Natasha Morrison   | Jamaika             | 10,96 PB |
| 4     | 5    | Rosângela Santos   | Brasilien           | 11,07    |
| 5     | 8    | Mujinga Kambundji  | Schweiz             | 11,07 NR |
| 6     | 3    | Wiktorija Sjabkina | Kasachstan          | 11,19 PB |
| 7     | 9    | Chisato Fukushima  | Japan               | 11,32    |
| 8     | 2    | Ramona Papaioannou | Zypern              | 11,38    |

### Lauf 3
24. August 2015, 19:54 Uhr (13:54 Uhr MESZ)

Wind: −0,2 m/s
| Platz | Bahn | Name                    | Land                | Zeit (s) |
| ----- | ---- | ----------------------- | ------------------- | -------- |
| 1     | 5    | Dafne Schippers         | Niederlande         | 10,83 NR |
| 2     | 4    | Veronica Campbell-Brown | Jamaika             | 10,89 SB |
| 3     | 7    | Michelle-Lee Ahye       | Trinidad und Tobago | 10,97 SB |
| 4     | 9    | Murielle Ahouré         | Elfenbeinküste      | 10,98    |
| 5     | 6    | Iwet Lalowa-Collio      | Bulgarien           | 11,13    |
| 6     | 8    | Carina Horn             | Südafrika           | 11,15    |
| 7     | 3    | Ezinne Okparaebo        | Norwegen            | 11,19    |
| 8     | 2    | Jasmine Todd            | USA                 | 11,21    |

Im dritten Halbfinale ausgeschiedene Sprinterinnen:

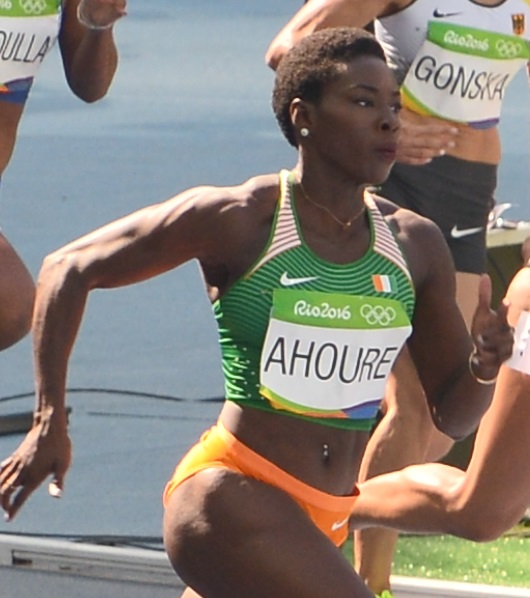
Murielle Ahouré Rang vier in 10,98 s
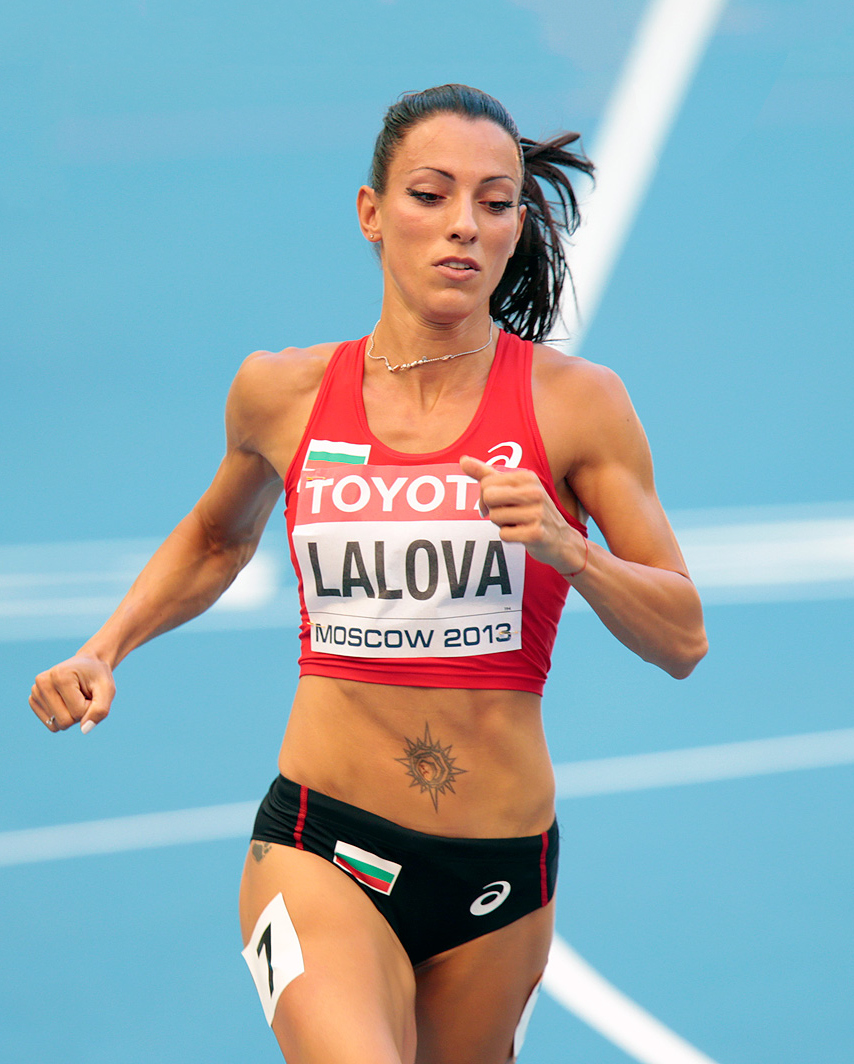
Iwet Lalowa-Collio Rang fünf in 11,13 s
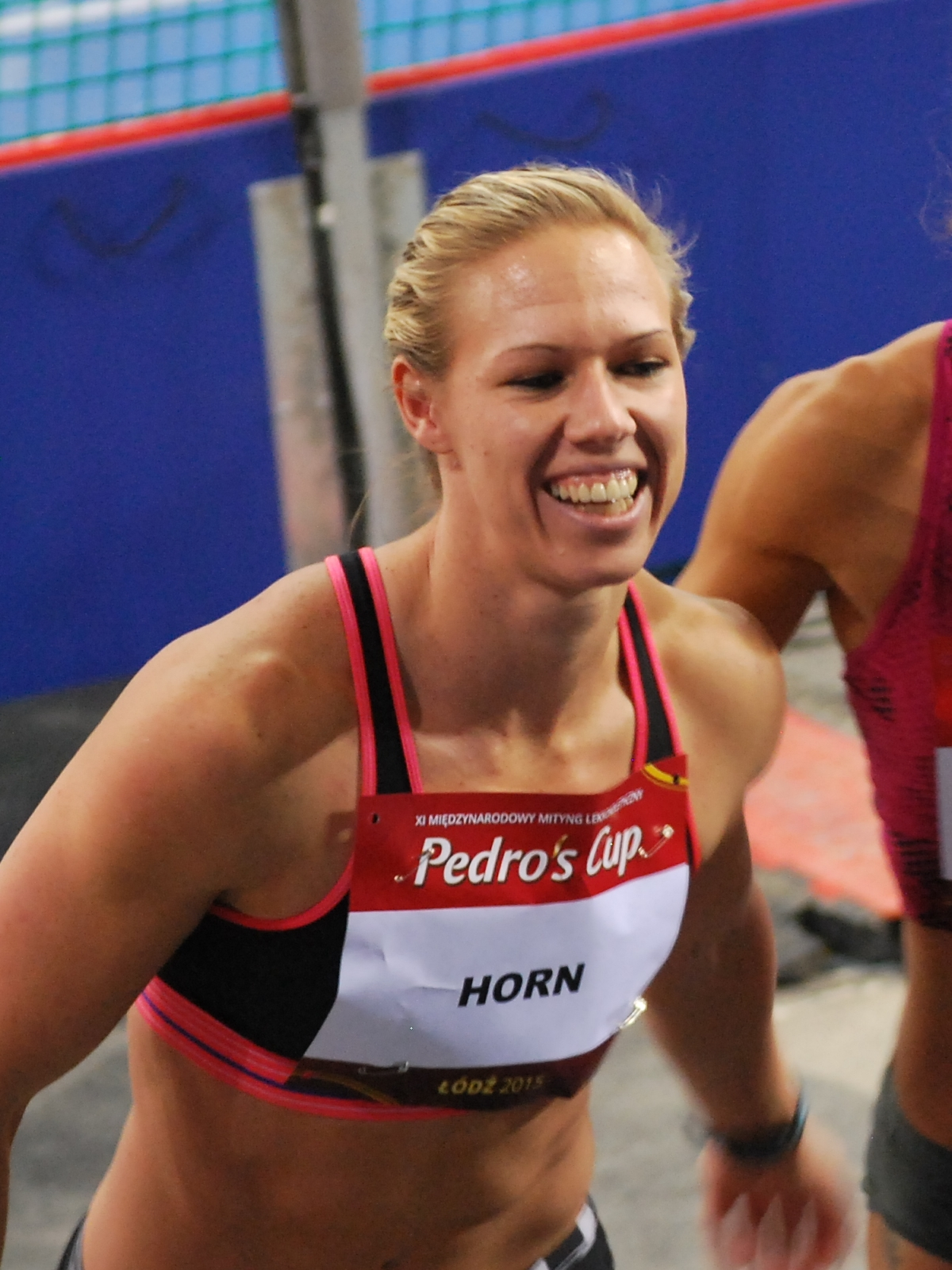
Carina Horn Rang sechs in 11,15 s
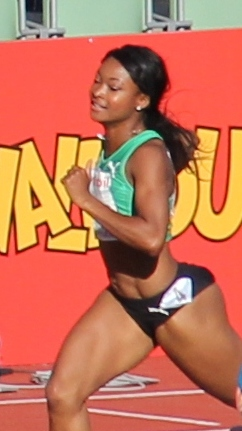
Ezinne Okparaebo Rang sieben in 11,19 s
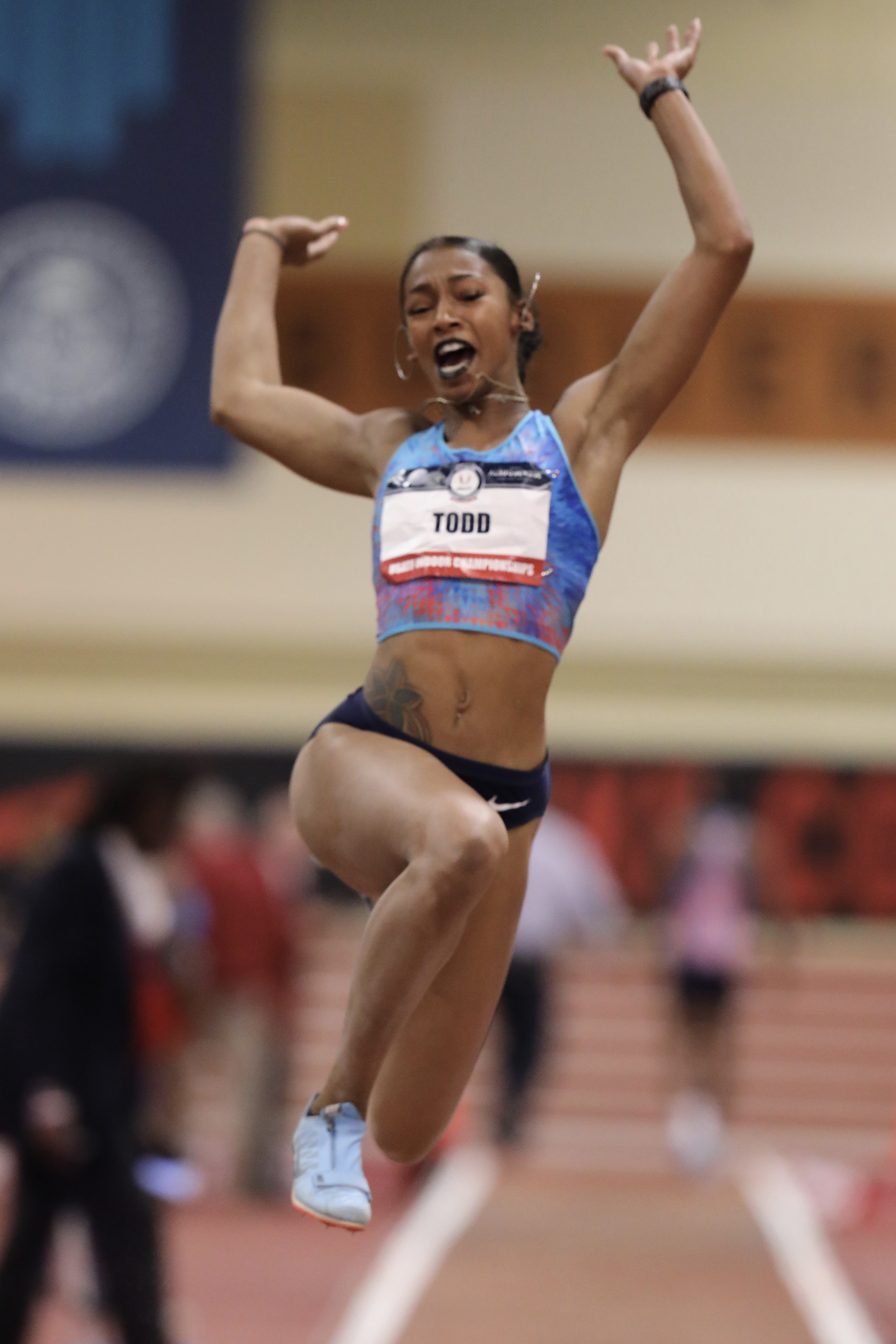
Jasmine Todd (hier als Weitspringerin) Rang acht in 11,21 s

## Finale
24. August 2015, 21:35 Uhr (15:35 Uhr MESZ)

Wind: −0,3 m/s
Klare Favoritin war die amtierende Weltmeisterin und Olympiasiegerin von 2008 und 2012 Shelly-Ann Fraser-Pryce aus Jamaika. Als stärkste Konkurrentinnen zeichneten sich nach dem Halbfinale vor allem die vom Siebenkampf zum Sprint gewechselte Niederländerin Dafne Schippers und die US-Amerikanerin Tori Bowie ab. Dieses Semifinale war von hoher Qualität. So schied Vizeweltmeisterin Murielle Ahouré von der Elfenbeinküste trotz einer Zeit unter elf Sekunden aus. Stark hatten sich dort auch die Nigerianerin Blessing Okagbare, die Jamaikanerin Veronica Campbell-Brown und Kelly-Ann Baptiste aus Trinidad und Tobago mit Zeiten von 10,90 s oder schneller präsentiert.

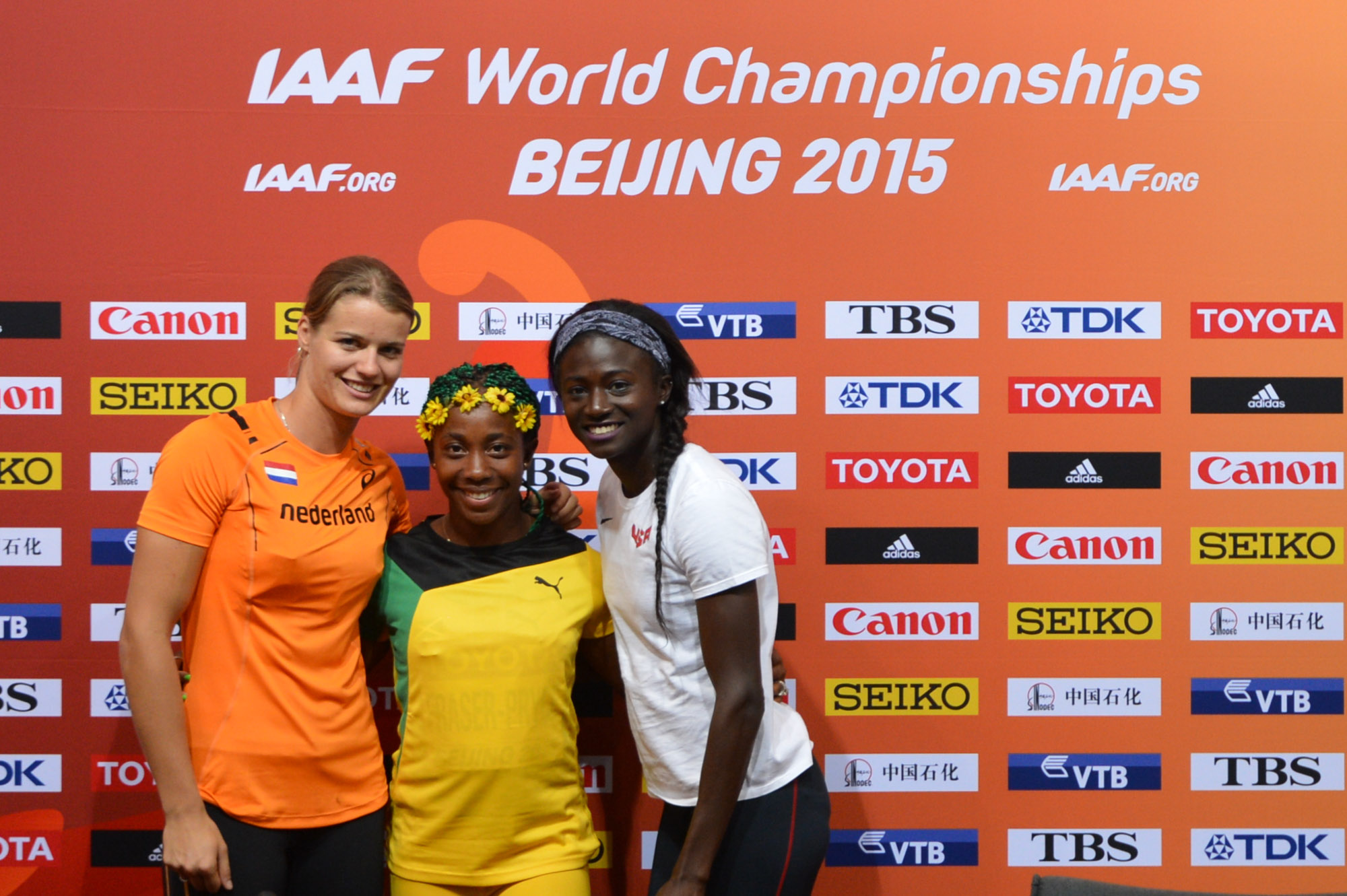
nach der Siegerehrung (v. l. n. r.): Dafne Schippers, Shelly-Ann Fraser-Pryce und Tori Bowie

Im Finale kam die kleine startschnelle Fraser-Pryce weitaus am besten aus den Blöcken und hatte von Anfang an einen deutlichen Vorsprung, den sie nicht mehr abgab und so erneut Weltmeisterin wurde. Sie erzielte dabei ausgezeichnete 10,76 s. Hinter ihr liefen mit Baptiste, Campbell-Brown, Baptiste, Bowie und Michelle Ahye zunächst fünf Läuferinnen fast gleichauf dem Ziel entgegen. Doch nach einem schwachen Start stürmte Schippers an diesen Fünfen vorbei und wurde Vizeweltmeisterin. In 10,81 s verbesserte sie ihren niederländischen Landesrekord aus dem Halbfinale noch einmal um zwei Hundertstelsekunden. Im Kampf um Bronze setzte sich Bowie am Ende in 10,86 s gegen ihre Gegnerinnen aus Jamaika und Trinidad und Tobago durch. Campbell-Brown kam als Vierte vor Aye ins Ziel. Baptiste belegte den sechsten Platz vor Morrison und Okagbare.
| Platz | Bahn | Athletin                | Land                | Zeit (s) |
| ----- | ---- | ----------------------- | ------------------- | -------- |
|       | 5    | Shelly-Ann Fraser-Pryce | Jamaika             | 10,76    |
|       | 6    | Dafne Schippers         | Niederlande         | 10,81 NR |
|       | 7    | Tori Bowie              | USA                 | 10,86    |
| 4     | 4    | Veronica Campbell-Brown | Jamaika             | 10,91    |
| 5     | 3    | Michelle-Lee Ahye       | Trinidad und Tobago | 10,98    |
| 6     | 8    | Kelly-Ann Baptiste      | Trinidad und Tobago | 11,01    |
| 7     | 2    | Natasha Morrison        | Jamaika             | 11,02    |
| 8     | 9    | Blessing Okagbare       | Nigeria             | 11,02    |

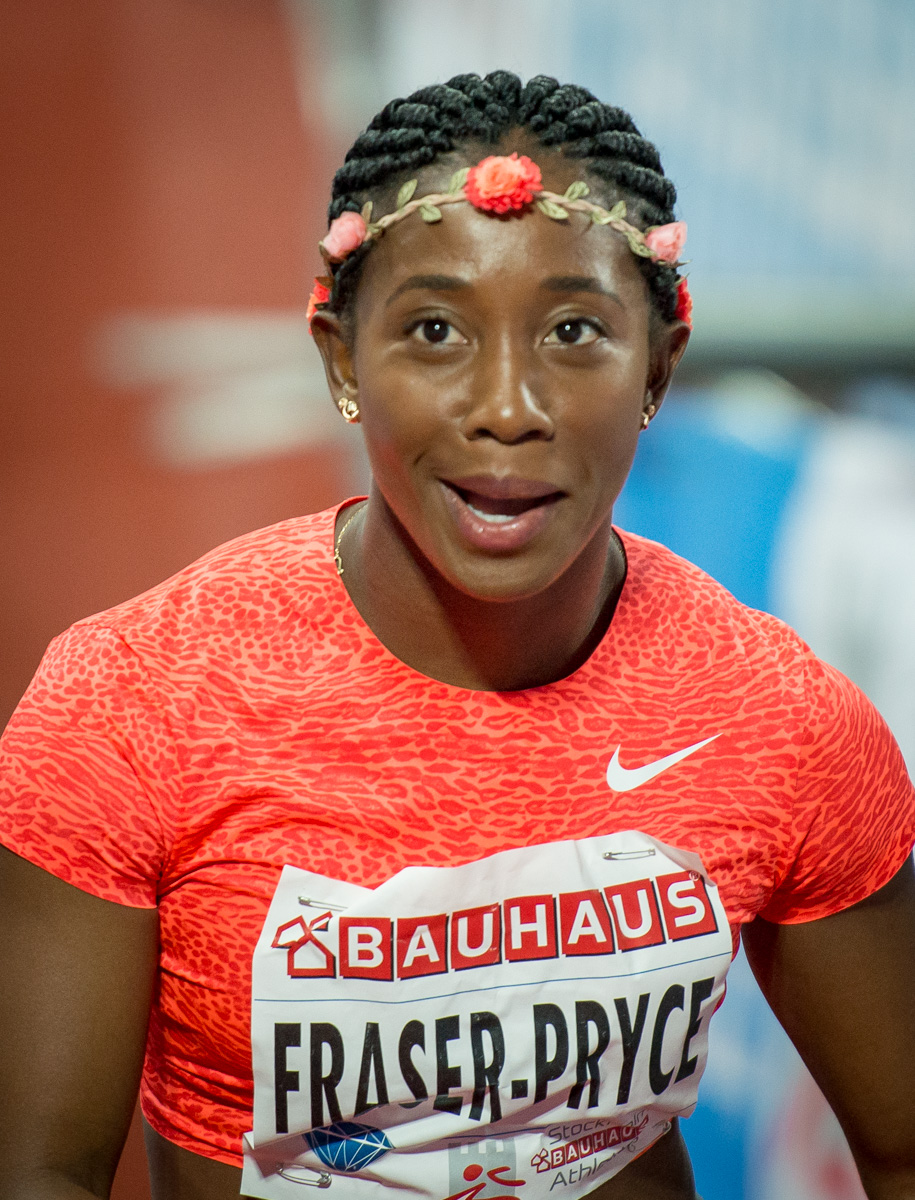
Weltmeisterin Shelly-Ann Fraser-Pryce
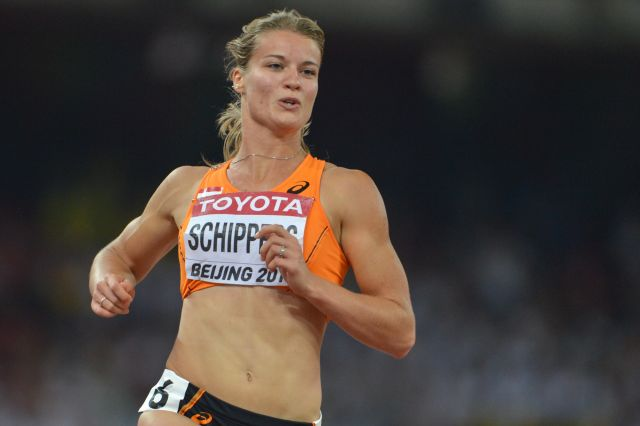
Vizeweltmeisterin Dafne Schippers
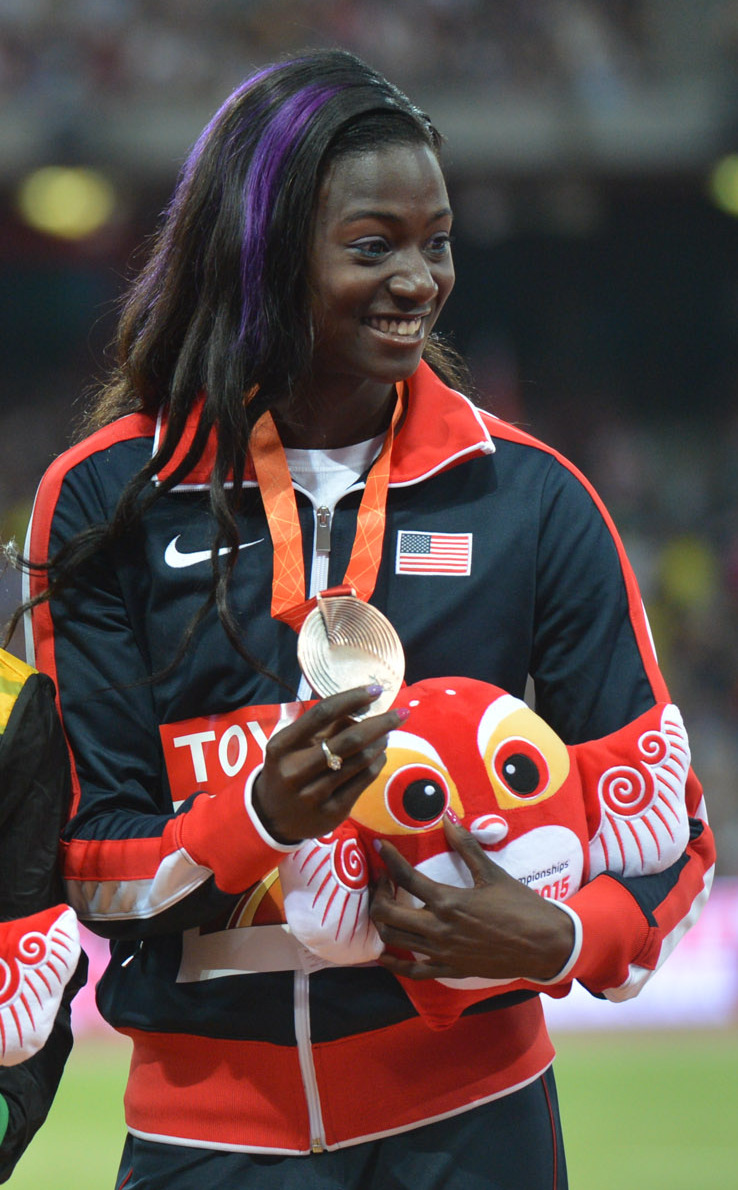
Bronzemedaillengewinnerin Tori Bowie
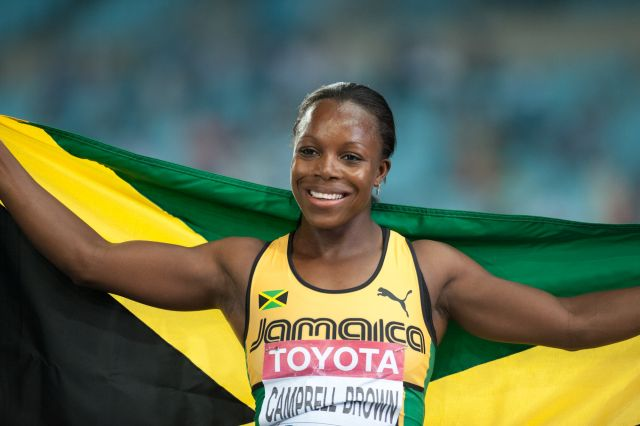
Veronica Campbell-Brown belegte im Finale Rang vier
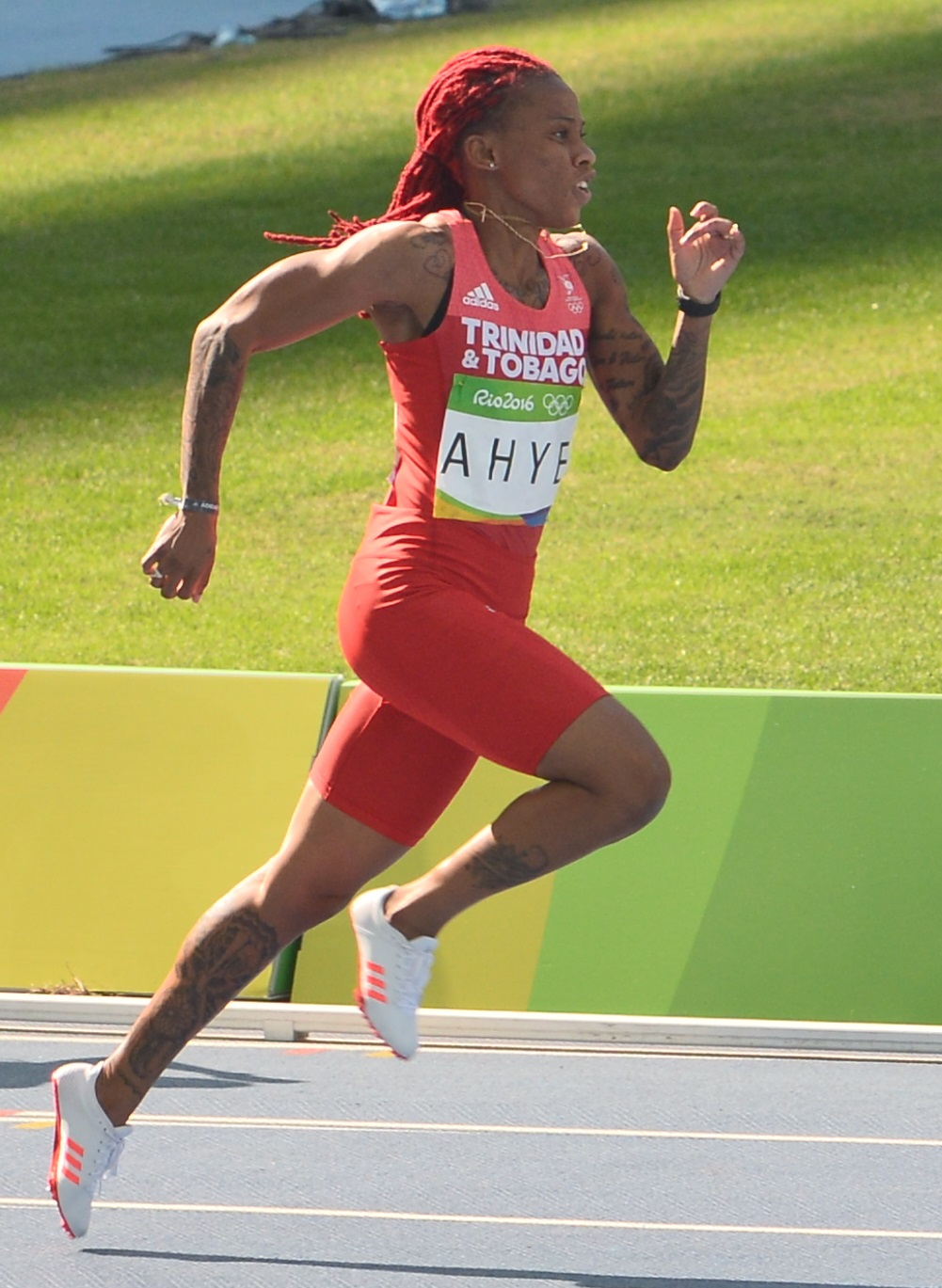
Rang fünf für Michelle-Lee Ahye
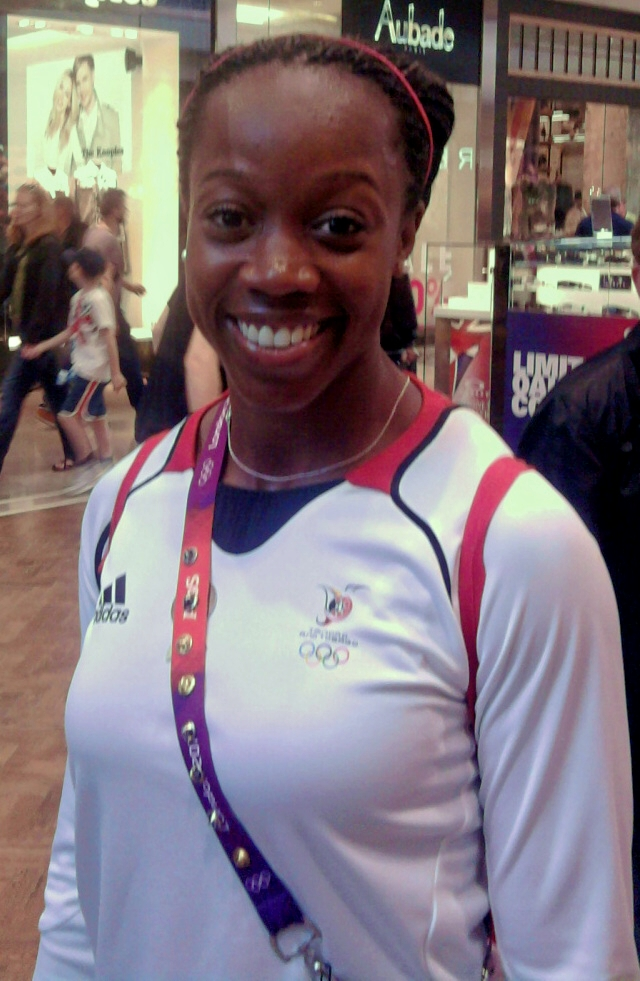
Kelly-Ann Baptiste wurde Sechste
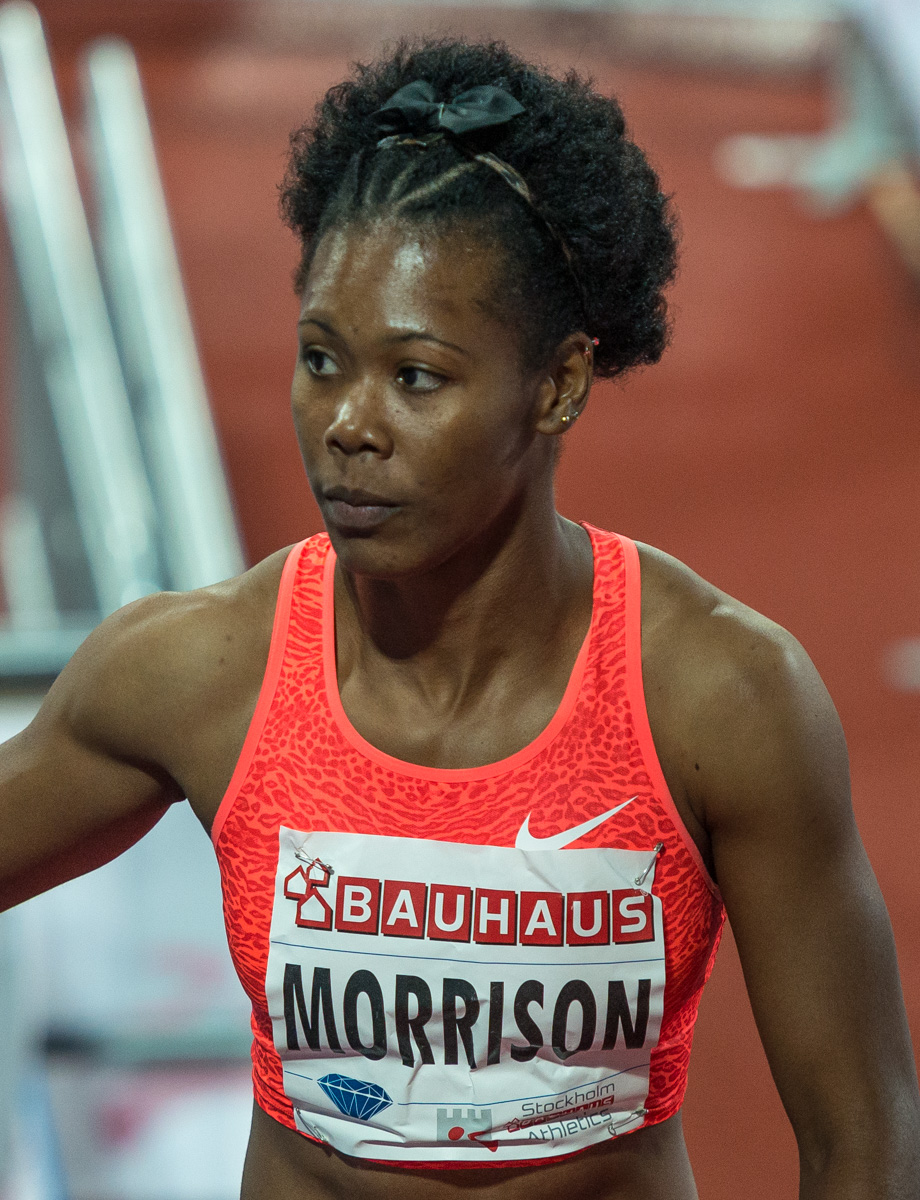
Natasha Morrison kam auf den siebten Platz
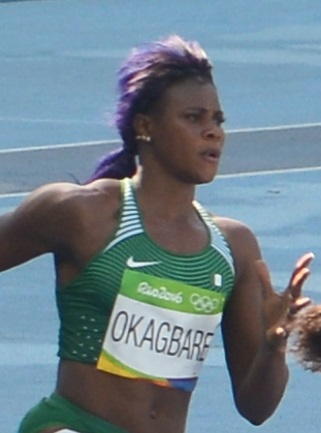
Blessing Okagbare belegte im Finale Platz acht

## Video
- 100m women final IAAF World Athletics Championships 2015 Beijing, youtube.com, abgerufen am 17. Februar 2021